# Campanya de l'Adriàtica (1914-1918)
La campanya de l'Adriàtica va ocórrer a la mar Adriàtica durant la Primera Guerra Mundial i es va iniciar l'11 d'agost de 1914 amb la declaració de guerra entre França i Àustria-Hongria.
Amb l'immediat bloqueig del canal d'Òtranto per l'armada francesa (Marine Nationale) i per unitats de la Royal Navy, les forces navals de l'Imperi Austrohongarès (kaiserliche und königliche Kriegsmarine, k.u.k.K) es van veure obligades a operar només dins de les aigües de la mar Adriàtica sense ser capaços de sortir a la mar Mediterrània. A més, van haver de protegir els seus ports, drassanes i divisions navals d'un enemic amb superioritat numèrica.
Inicialment, el pes de les operacions de la Triple Entesa va caure sobre l'armada francesa; Itàlia va declarar la seva neutralitat quan va esclatar el conflicte, mentre que l'Imperi Britànic estava ocupat contra l'armada de l'Imperi Alemany (Kaiserliche Marine) a la mar del Nord i escortant el trànsit mercant a la Mediterrània.
La k.u.k.K va començar a utilitzar submarins i vaixells lleugers. Els seus aliats alemanys els van ajudar amb accions similars; a l'agost de 1914 ja havia enviat els primers submarins al port de Pula i van operar sota la bandera de l'Imperi Austrohongarès. La situació va canviar el 23 de maig de 1915, el dia en què Itàlia (degut als compromisos assumits amb el Tractat de Londres) va declarar la guerra a Àustria-Hongria. La Royal Navy es va embarcar aviat per a assumir la càrrega d'emprendre i gestionar la guerra al front de l'Adriàtica durant tot el curs del conflicte.
El confrontament va deixar un ampli espai per a les emboscades dels submarins, atacs aèris i posteriorment a les atrevides incursions de naus d'assalt com el MAS (Motoscafo Armato Silurante). Els comandants suprems de cada bàndol, l'almirall italià Paolo Thaon di Revel i l'almirall austríac Anton Haus (que més tard va ser reemplaçat per Maximiliano Njegovan i després per Miklós Horthy) no van voler córrer el risc d'enviar grans vaixells de guerra en aigües estretes, i es van centrar en atacs ràpids, el bloqueig dels ports principals i l'estratègia de la «flota de dissuasió» per part de la flota austrohongaresa.
Durant la campanya no es va veure un clar predomini d'un dels contendents i no va ser fins a l'entrada en vigor de l'Armistici de Villa Giusti al 4 de novembre de 1918 quan l'armada italiana (Regia Marina) va iniciar una sèrie d'ocupacions amfíbies a les principals ciutats enemigues costaneres.

## Situació general
En els anys anteriors al conflicte, la creixent hostilitat entre la Triple Aliança i l'Imperi Britànic havia ficat a l'armada italiana en una situació difícil: les flotes combinades austrohongareses i italianes podien fer front als francesos, però no als francesos junt amb els britànics. La convenció naval signada al 23 de juny de 1913 com a part de la Triple Aliança garantia a Itàlia el suport de la flota austrohongaresa, però això només servia per a protegir la costa nacional i no al trànsit mercant; conscients que la continuïtat d'aquest trànsit vital estava en mans de la Mediterranean Fleet de la Royal Navy, Itàlia va decidir elegir la neutralitat quan va esclatar la Primera Guerra Mundial a l'estiu de 1914.

### Les forces en el camp de batalla

#### La Triple Entesa
| Regia Marina (Regne d'Itàlia) | Regia Marina (Regne d'Itàlia) |
| ----------------------------- | --- |
|                               | La flota de combat de la Regia Marina estava formada per sis vaixells monocalibre moderns de classe dreadnought amb canons de 305 mm/46: el prototip del Dante Alighieri, el Giulio Cesare, el Conte di Cavour, el Leonardo da Vinci (classe Cavour), l'Andrea Doria, el Caio Duilio (classe Doria) i el Benedetto Brin (classe Regina Margherita). També comptava amb sis vaixells de classe predreadnought, tots ells amb peces de 305 mm. A aquests s'afegeixen els cuirassats de classe Giuseppe Garibaldi, de classe San Giorgio i els parcialment obsolets de classe Pisa, a més d'altres unitats més petites usades en segona línia en les colònies. Completaven la flota vint submarins i al voltant de seixanta destructors, principalment de les classes Indomito, Soldato i Rosolino Pilo; desenes de torpediners obsolets i els Motoscafo Armato Silurante (MAS) van augmentar el seu potencial ofensiu. Les principals bases de la Regia Marina estaven a La Spezia, Tàrent i Nàpols, amb forces menors a Bríndisi, Augusta, Messina, Palerm i Venècia. Tàrent es va esdevenir el centre neuràlgic de les operacions navals italianes, mentre que els vaixells lleugers es van concentrar a Bríndisi. Es va protegir Venècia dels atacs de l'Imperi Austrohongarès però mai es va formar una flota d'atac a causa de l'amenaça dels submarins enemics. Itàlia va ser testimoni amb gran preocupació de l'entrada de la flota francesa a la mar Adriàtica als primers mesos del conflicte, que va perdre un cuirassat i un creuer en un curt període tot i que el seu objectiu era bloquejar els ports de la flota d'Àustria-Hongria sense buscar la confrontació. La decisió de l'entrada en la guerra al costat de les potències de l'Entesa va ser rebut amb alleujament perquè la Regia Marina es va convertir així en el principal protagonista de la guerra a l'Adriàtica. |

| Marine Nationale (França) | Marine Nationale (França) |
| ------------------------- | --- |
|                           | La Marine Nationale va distribuir al començament de la guerra 4 vaixells monocalibre de la classe Courbet, 17 vaixells pluricalibre, 22 cuirassats, 13 creuers protegits, 35 destructors, 160 torpediners i 50 submarins. D'aquesta flota, es va desplegar a la Mediterrània la 1ere Armée Navale comandada per l'almirall Auguste Boué de Lapeyrère: 21 creuers de batalla (sis predreadnought de la classe Danton), 15 destructors, 43 torpediners i 15 submarins. La flota va augmentar la seva força al desembre de 1916 després de la captura de la flota grega en el Pireu fins al retorn dels vaixells a Grècia el 1917. Al començament de la guerra, la seva base d'operacions estava a Malta, però quan Itàlia va entrar en guerra diverses unitats lleugeres es van situar a Bríndisi i a Corfú. |

| Royal Navy (Imperi Britànic) | Royal Navy (Imperi Britànic) |
| ---------------------------- | --- |
|                              | La presència britànica a la Mediterrània es va centrar en la Mediterranean Fleet, amb bases a Malta i a Gibraltar. De les tres unitats originals de creuers de batalla de classe Invencible que van entrar en servei al primer semestre del 1908, dos (el HMS Inflexible i el HMS Indomitable) es van unir a la flota mediterrània el 1914. Al costat del HMS Indefatigable, van formar el nucli de la flota britànica a l'inici de la guerra, quan les forces de la Royal Navy es dedicaven a la cacera del Goeben i del Breslau. |

#### Les Potències Centrals
| kaiserliche und königliche Kriegsmarine (Àustria-Hongria) | kaiserliche und königliche Kriegsmarine (Àustria-Hongria) |
| --------------------------------------------------------- | --- |
|                                                           | La k.u.k.K. no estava equipada per a una guerra ofensiva. Encara que els seus quatre cuirassats moderns monocalibre de la classe Tegetthoff eren el centre d'una poderosa flota de combat, juntament amb diversos pre-dreadnought de la classe Habsburg (tres unitats) i naus de defensa costanera de la classe Monarch (tres unitats), dotats amb canons de calibre 240 mm, no podien competir en igualtat de condicions amb els vaixells de la Regia Marina, molt més nombrosos. Estaven acompanyats pels creuers cuirassats SMS Kaiserin und Königin Maria Theresia, SMS Kaiser Karl VI i el SMS Sankt Georg (tots ells exemplars únics), un creuer lleuger de la classe Helgoland, catorze destructor de la classe Huszár, sis de classe Tatra, així com desenes de torpediners i trenta submarins. Els principals ports on operaven eren Trieste, Pula i Kotor. |

### La neutralitat italiana
Durant els mesos de neutralitat, la diplomàcia italiana havia treballat intensament i amb gran secret tant amb els seus aliats germànics com amb els països de l'Entesa, tot i que el govern estava constantment pressionat pels «neutralistes» representats principalment per Giovanni Giolitti. Paral·lelament, l'exèrcit i l'armada es preparaven per a la guerra, ja que començava a ser preocupant la situació a Albània, sobretot al sud, on hi havia bandes gregues simpatitzants amb Àustria-Hongria; es temia, en particular, perdre la capacitat de controlar el canal d'Òtranto, porta d'entrada a la mar Adriàtica. Les autoritats italianes van decidir llavors ocupar Sazan i Vlorë, fet que no van plantejar cap objecció per part de les altres potències europees, especialment de les bel·ligerants; la intervenció es presentava com una mesura temporal per a combatre i prevenir el contraban d'armes a la regió d'Albània. L'armada es va fer càrrec de l'operació: primer va ser ocupada Sazan mentre Vlorë va ser objecte d'una missió humanitària, semblant a les que es van fer en Shkodër i Durrës.

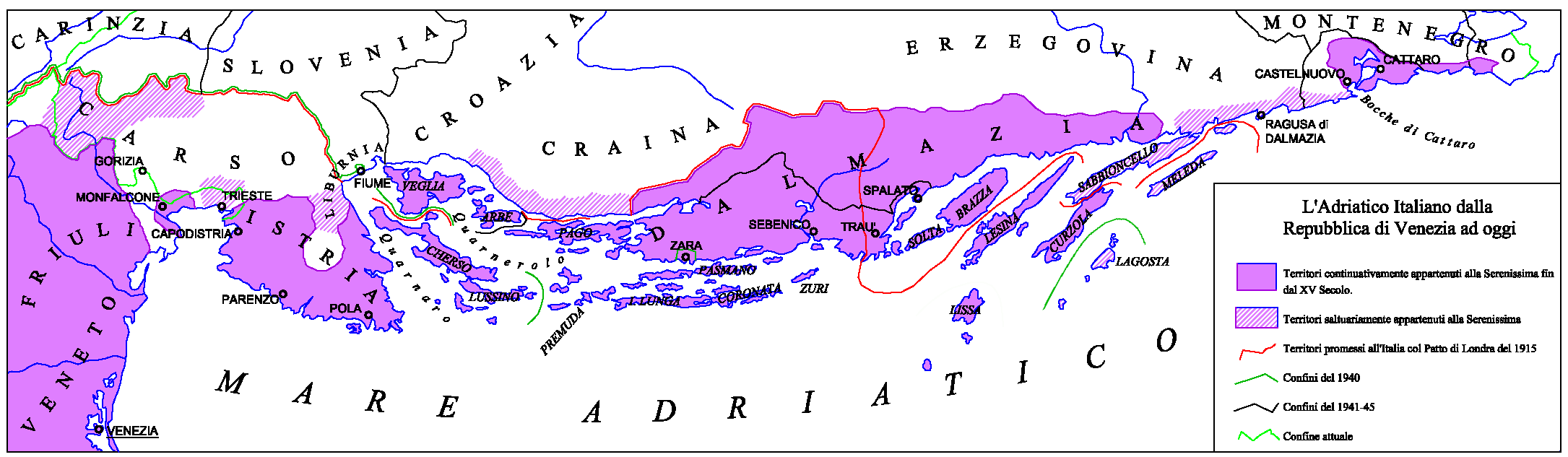
Territoris promesos a Itàlia segons el Tractat de Londres (línia vermella) i de la frontera definitiva després les negociacions del període d'entreguerres (1924-1941) (línia verda)

Les converses diplomàtiques van continuar fins que va quedar clar que no era convenient posar-se del costat dels antics aliats, sobretot pel que fa als possibles guanys territorials en la zona de la costa balcànica de l'Adriàtica. El domini d'aquest mar va esdevenir el primer objectiu de les operacions i en el punt de referència de la política i de les aspiracions de l'armada italiana; una part directa de la signatura del Tractat de Londres de 26 d'abril de 1915 aprovava el programa d'adquisició de territoris d'Ístria i Dalmàcia. No és sorprenent el fet que aquesta guerra es va dur a terme amb un total desinterès per part de l'exèrcit italià; mai havien planejat una campanya dirigida a la conquesta de Dalmàcia, ja que es suposava que havien de garantir la seva defensa en condicions molt difícils. L'armada italiana tenia tradicionalment un paper polític més dinàmic en l'exèrcit (en part a causa de la seva estreta relació amb la indústria pesant) i estava vinculada a la dreta nacionalista; van actuar amb rapidesa per a assegurar-se el futur de la imediata dominació militar i política de l'Adriàtica, en plena harmonia amb la política exterior de Sidney Sonnino. Alhora, l'interès de l'armada en la política mediterrània i colonial era escassa; la seva participació en la guerra fora de les aigües nacionals es va reduir a la defensa de la marina mercant contra els submarins, amb la renúncia de participar en operacions generals al costat dels britànics i dels francesos.
Amb la convenció naval de Londres del 10 de maig de 1915, que descriu la col·laboració entre la flota italiana i les de l'Entesa, l'armada va buscar i va obtenir la plena responsabilitat de les operacions a l'Adriàtica, així com el comandament de les unitats aliades que va cooperar per a bloquejar el canal d'Òtranto. Aquest acord es va defensar posteriorment amb fermesa durant tot el conflicte, però amb la negativa italiana d'acceptar un comandament únic per la Meditarrània el 1918.

### La reacció de l'imperi austrohongarès
Quan va esclatar la guerra, l'almirall Anton Haus era comandant en cap de la k.u.k Kriegsmarine i Cap de la Secció de l'Armada, dependent del Ministeri de la Guerra des de febrer de 1913. Al principi, la monarquia dual només va entrar en guerra amb Sèrbia, però quan el conflicte va esdevenir una guerra general contra la Triple Entesa, Haus (que segons els acords havia de comandar les forces combinades d'Alemanya, Àustria, Itàlia i Alemanya) es va trobar amb la declaració de neutralitat d'Itàlia, i per tant, a una reducció del seu paper de comandant d'una gran flota i es va veure obligat a romandre a la defensiva.
El 28 de juliol de 1914, Àustria-Hongria va declarar la guerra a Sèrbia començant així la Kriegsfall B (Pla de guerra dels Balcans). L'Imperi Rus va intervindre ràpidament i el 31 de juliol es va iniciar la Kriegsfall R (Pla de guerra de Rússia). L'entrada en la guerra de l'imperi tsarista era d'importància secundària per a l'armada austrohongaresa però implicava el risc molt més greu d'una intervenció de França. El 2 d'agost va arribar la declaració de neutralitat italiana i des del principi es va decidir assignar a la flota austrohongaresa un paper més actiu que s'expressava de dues maneres: per una banda, la sortida al rescatat del SMS Goeben i del SMS Breslau, que estaven sent perseguits per la Mediterranean Fleet; per una altra banda, la transferència de la major part de la flota als Dardanels, que ja estava llesta per a realitzar operacions en la mar Negra.

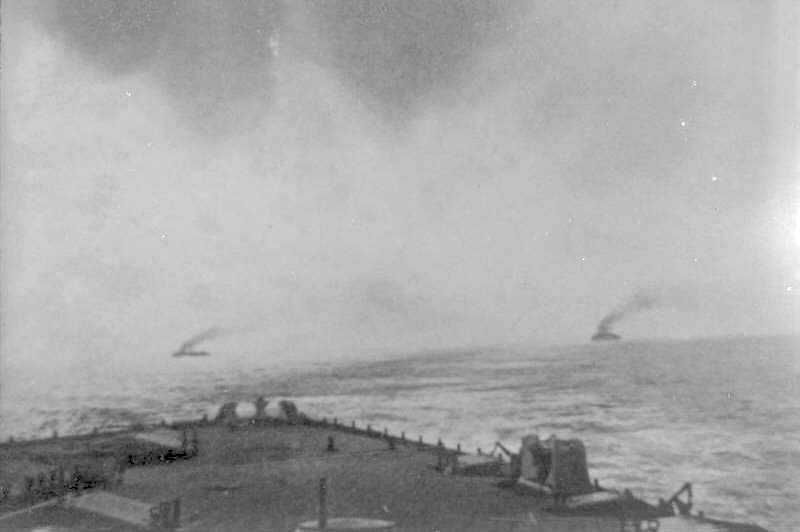
SMS Goeben i SMS Breslau vistos des d'un vaixell britànic

Però els dos vaixells alemanys no es van dirigir cap a Pula. La voluntat dels alts comandaments d'Àustria-Hongria (Armeeoberkommando, AOK) va ser la de no empitjorar les relacions amb l'Imperi Britànic (que en un primer moment, d'acord amb el ministre de relacions exteriors Sir Edward Grey, no entrarien en guerra contra Àustria-Hongria encara que ho estiguessin amb Alemanya) i van obligar a la flota de Haus a no enfrontar-se amb els perseguidors del SMS Goeben i del SMS Breslau. Haus també va rebutjar la proposta alemanya d'escortar la flota fins a Constantinoble; la manca de bases segures al llarg de la ruta i la presència de vaixells auxiliars (això hauria alentit el viatge) constituïa un risc indegut i, a més, la reducció del nombre d'unitats a l'Adriàtica significaria desprotegir les costes d'Àustria-Hongria i exposar-se als atacs de la Royal Navy, un esdevediment molt possible si Itàlia decidís lluitar contra l'Entesa.
El 13 d'agost, l'Imperi Britànic va declarar la guerra a Àustria-Hongria. Estar en guerra amb les flotes de l'Entesa i amb el dubte sobre com es comportaria Itàlia, Haus va decidir retirar les flotes dels ports protegits de Pula i Kotor, tractant al principi d'oposar-se a l'almirall francès Auguste Boué de La Peirèra. Aquest havia assumit el comandament de la flota combinada a la Mediterrània i havien portat els seus vaixells a l'estret d'Òtranto per a prevenir la lliure circulació de la flota de la k.k.u.K.

## 1914: Les primeres accions de guerra

### Els francesos a l'Adriàtica
El 6 d'agost de 1914, el Príncep Louis Alexander of Battenberg (Primer Lord del Mar de la Royal Navy) i el vicealmirall Antoine Schwerer (sot-cap de l'Estat Major de la Marine Nationale) van signar a Londres un acord en què es confiava a França la direcció general de les operacions a la Mediterrània i tenia com a objectiu la caça dels creuers alemanys desplegats a la Mediterrània, el SMS Goeben i el SMS Breslau.  La cooperació finalitzaria quan fossin eliminats aquests dos vaixells; un cop assolit l'objectiu, les forces navals britàniques recuperaven la seva autonomia llevat que Itàlia decidís revocar la seva neutralitat. Una petita part de les forces navals britàniques a la Mediterrània i les defenses de Malta i Gibraltar també estaven sota les ordres del comandant en cap de la flota francesa que, a més, podria utilitzar les dues bases. Així, la Marine Nationale va poder garantir la seguretat de les rutes comercials a la Mediterrània i l'Entesa, en cas de declaració de guerra entre França i Àustria-Hongria, actuaria contra la k.u.k.K. bloquejant l'entrada de la mar Adriàtica.

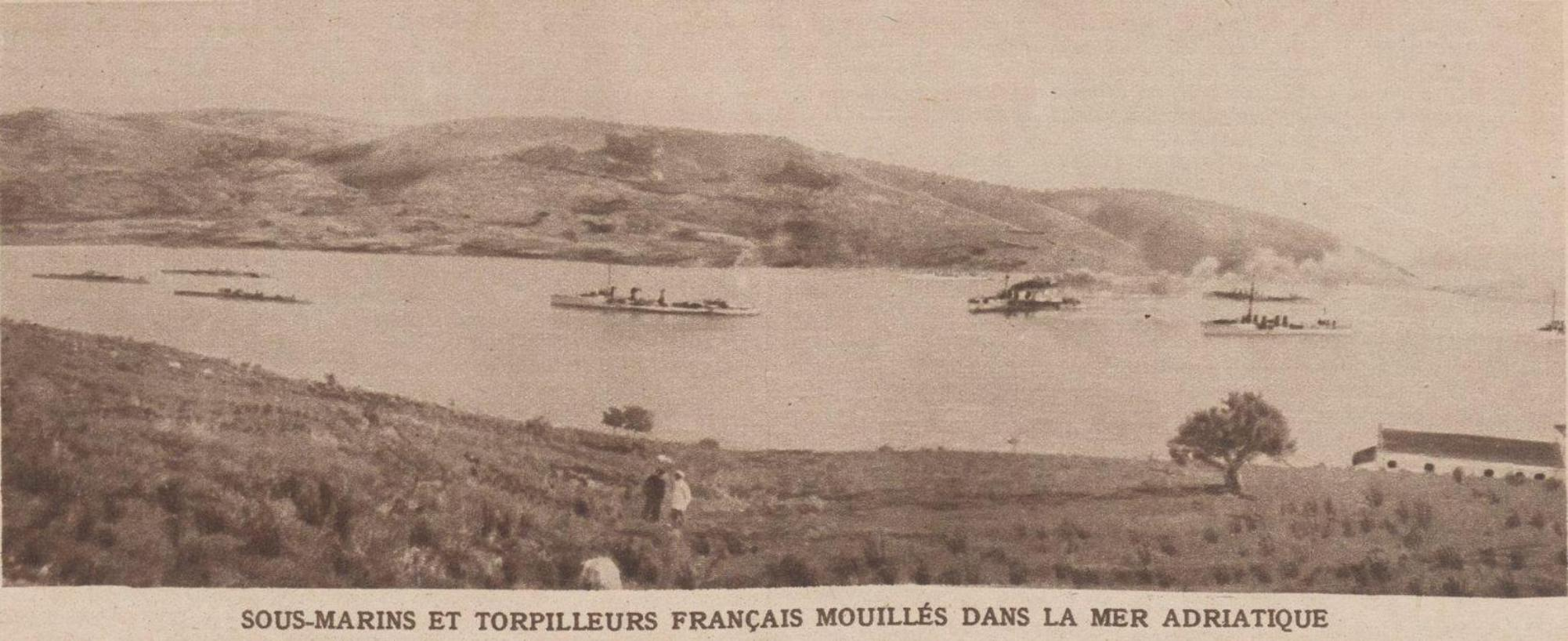
Part de la flota francesa en l'Adriàtica, en una fotografia publicada al setmanari «Le Miroir» el 28 de març de 1915

Curiosament, els francesos eren poc inclinats a declarar la guerra a Àustria-Hongria i l'opinió personal del cap de l'Estat Major Auguste Boué de Lapeyrère era la de no instigar a Itàlia a entrar en la guerra al costat d'Àustria-Hongria, evitant qualsevol signe d'hostilitat. Però en una ràpida successió d'esdeveniments, el matí del 13 d'agost La Peirèra va ser informat que s'havia declarat la guerra a l'Imperi Austrohongarès i va decidir enviar la major part de les forces navals destinades a Malta a l'Adriàtica, amb l'esperança d'agafar per sorpresa a les forces navals d'Àustria-Hongria empleades en el bloqueig naval de Montenegro. Es va unir els creuers i els destructors britànics de l'almirall Ernest Troubridge a la flota francesa  i el 16 d'agost, a prop de Bar, van sorprendre als dos destructors austrohongaresos SMS Zenta i SMS Ulan que estaven bombardejant la costa de Montenegro; el primer va ser enfonsat després d'un breu enfrontament però l'últim va aconseguir escapar. El 17 i el 19 d'agost, el SMS Monarch va bombardejar dues estacions de ràdio de Montenegro.
L'almirall austrohongarès Anton Haus va ser prou llest com per a no respondre a la força enemiga molt superior a la seva. Això va posar en dificultats a Lapeyrère, que no tenia cap base a prop per a rebre suport i això li feia consumir cada dia grans quantitats de carbó. L'operació hauria tingut una oportunitat d'èxit si la flota hagués tingut una base a l'entrada de l'Adriàtica com Corfú, però pertanyia a Grècia neutral; també romàs inaccessibles els ports i els arsenals d'Itàlia.
Lapeyrère va organitzar un sistema de rotació amb la base de Malta, on els vaixells podien aturar-se, fer el manteniment rutinari i proveir les seves necessitats, assegurant al mateix temps una força suficient i capaç per a lluitar a l'Adriàtica.

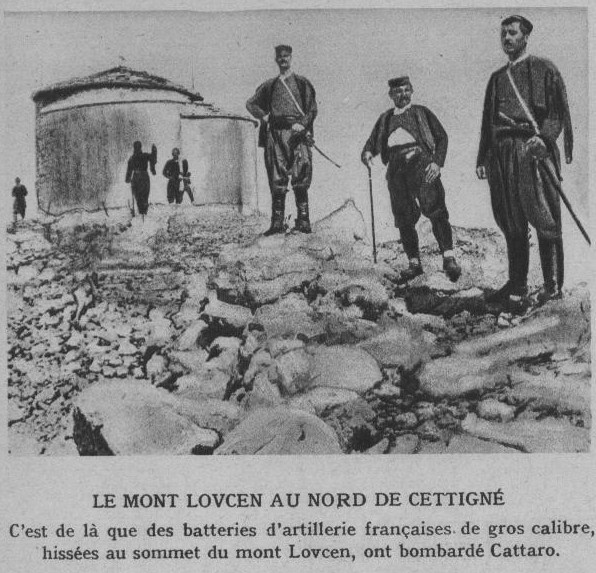
Soldats motenegrins en el cim del mont Lovćen (4 d'octubre de 1914)

Seguint la seva tàctica, Haus va protegir la seva flota de guerra als ports del nord de l'Adriàtica. Els francesos van tractar d'organitzar una expedició amb les forces terrestre per a envair la base austrohongaresa de la badia de Kotor i utilitzar-la en contra de la k.u.k.K, junt amb els ports d'Antivari i de les badies de les Illes Jòniques de Grècia (amb la complicitat del primer ministre grec Elevthérios Venizelos, partidari de l'Entesa), però no es va executar aquest pla per tenir un abast molt limitat d'acció.
Els dos comandants rivals es van adonar llavors que no hi hauria cap acció important o un gran desembarcament, però això no significava que no hi hauria en ambdós costats accions menors amb risc limitat. Les operacions navals austrohongareses van consistir en accions de bombardeig naval de duració limitada dirigida a la costa de Montenegro. Per la seva banda, els francesos van apostar per a bombardejar els forts enemics al llarg de la costa Adriàtica, però sobretot es van dedicar a protegir els vaixells que transportaven subministraments al port montenegrí de Bar, a 35 milles nàutiques de Kotor; els francesos van instal·lar equips d'observació al mont Lovćen i van estacionar submarins al voltant.
El 19 d'octubre, l'almirall Haus va desplegar la cinquena Divisió Naval, que estava operativa des del 9 d'agost amb els predreadnought SMS Monarch, SMS Wien i el SMS Budapest, per a dur a terme una acció contra objectius francesos a Kotor; el 21 d'octubre el SMS Radetzky també va ser enviat a Kotor per a bombardejar les posicions montenegrines, operant amb èxit.

### Les operacions d'hivern
Conforme passaven els dies la idea d'una expedició a Kotor no va arribar a ser factible; l'exèrcit de Montenegro era feble i mal equipat, la proposta per a reclutar voluntaris italians i dàlmates aviat es va demostrar inviable, els serbis van ser bloquejats nord per les forces austrohongareses i el cap de l'Estat Major de l'exèrcit francès, el general Joseph Joffre, era molt reticent de desprendre tropes que serien més útils a França contra els alemanys.

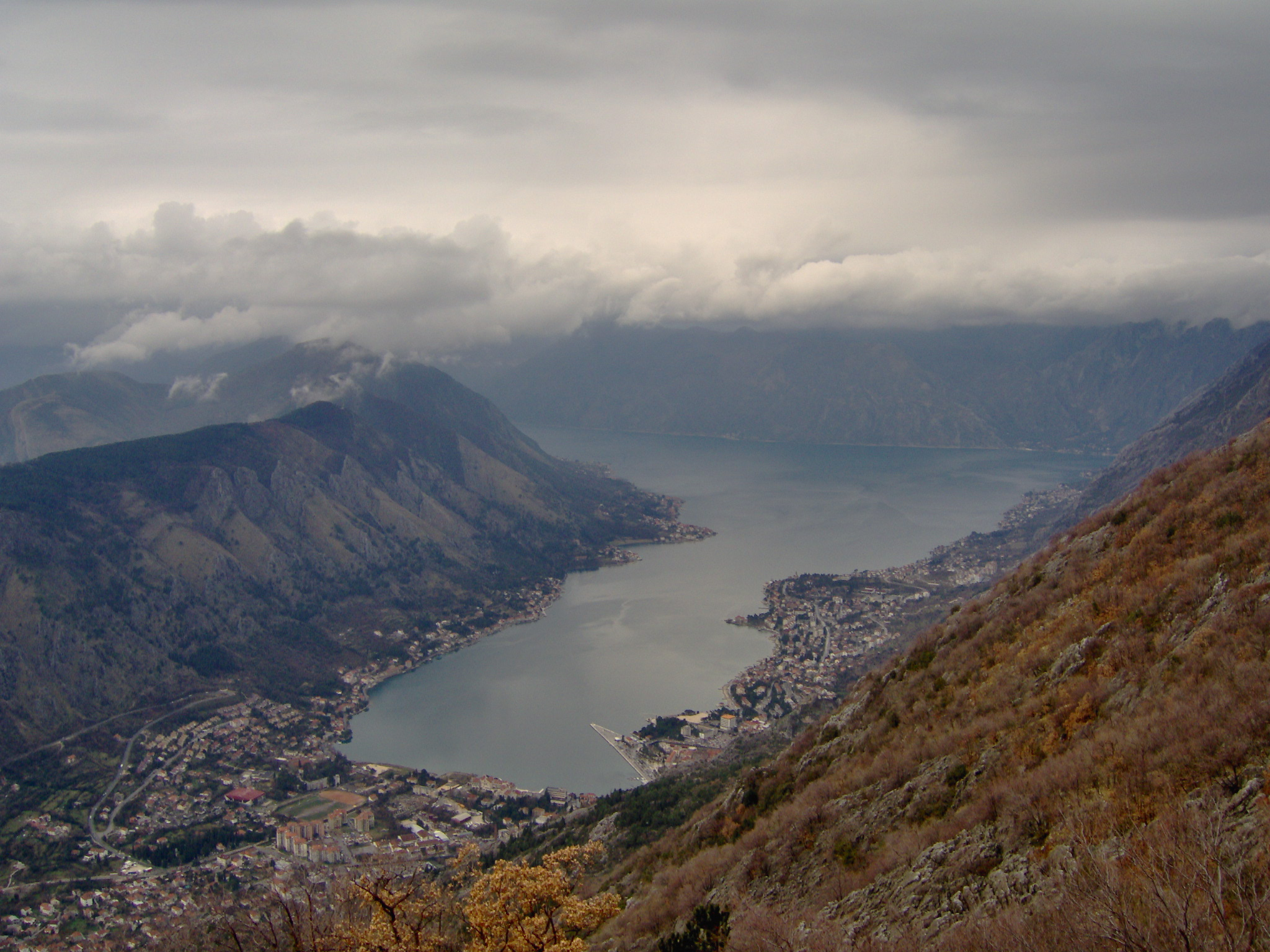
Badia de Kotor

D'altra banda, l'arribada de la bora i del mal temps que hauria limitat severament les operacions d'abastiment de combustible al mar, la presència de moltes mines en la zona i les limitacions tècniques dels seus vaixells,van fer que els francesos s'inclinessin per limitar la seva presència a l'Adriàtica al bloqueig del canal d'Òtranto i al subministrament d'Antivari.
Haus també va assumir una actitud purament defensiva; l'Almirall sabia que després d'una batalla decisiva contra els francesos, encara que hagués estat victoriós, hauria de lliurar una batalla contra Itàlia per aconseguir la supremacia naval a la Mediterrània. En aquest sentit, el mateix Haus va manifestar al 22 d'octubre una profunda desconfiança cap a l'exaliat italià en una carta al seu representant a Viena.
Les úniques accions importants a finals de 1914 es van fer per mitjà de submarins. A finals de novembre, el submarí francès Cugnot va intentar entrar a la badia de Kotor però va ser descobert pel destructor austríac SMS Blitz i el torpediner SMS Tb 57T que el va obligar a retirar-se. El 8 de desembre, un altre submarí francès, el Curie, va atacar les defenses de la badia de Pula esperant l'oportunitat d'introduir-se, però dos dies després va acabar en un parany anti-submarí i es va veure obligat a tornar a la superfície on va ser destruït pel destructor austrohongarès SMS Magnet i pel torpediner SMS Tb 63T. El 21 de desembre, durant la desena missió francesa de proveïment a Montenegro, el submarí austrohongarés U-12 va torpedinar el vaixell insígnia de Lapeyrère, el cuirassat Jean Bart, prop de l'illa de Sazan; el vaixell va ser colpejat en la proa però els compartiments van absorbir l'explosió i el vaixell va ser capaç, encara que amb dificultat, de tornar a Malta per a efectuar les reparacions que van durar tres mesos i mig.
Lapeyrère va arribar a la conclusió que no estava segur usant els ports de Montenegro i que era massa arriscat escortar combois a l'Adriàtica. Les hipotètiques operacions de desembarcament van ser jutjades com a impossible perquè els austrohongaresos havien reforçat les posicions a Kotor amb el suport d'una activa aviació i d'una flota agressiva de submarins. La presència del SMS Radetzky a Kotor i de les tres unitats de la classe Monarch van obligar els francesos a utilitzar els seus vaixells de guerra per a protegir els creuers i els vaixells de transport, però les patrulles dels submarins en aquell estret tram de mar van fer que fos massa perillós utilitzar unitats més grans. El bloqueig francès de la mar Adriàtica es va convertir aviat en el bloqueig del canal d'Òtranto i, irònicament, tant Lapeyrère com Haus van ser criticats per la falta d'acció. Però els dos comandants tenien al seu costat sòlides raons tècniques; eren conscients que no podien arriscar les seves principals naus de guerra en accions secundàries amb poques possibilitats d'èxit, atès que era important preservar a l'espera de circumstàncies especials. Finalment a l'Adriàtica es va arribar a un carreró sense sortida: els austrohongaresos no podien sortir d'aquest mar i els francesos no podien penetrar-hi o acostar-se massa a la costa.

## Les operacions de 1915

### Itàlia entra en el conflicte
Atès l'estancament a l'Adriàtica i el control complet de la Mediterrània durant una bona part del 1915, el focus d'atenció dels francesos i dels britànics va ser el nou aliat de les potències centrals, l'Imperi Otomà, i la posterior campanya de Gallipoli. Però les accions menors, especialment la dels submarins austrohongaresos que interferien les operacions d'abastiment de combustible dels vaixells francesos i de patrulla que eren la base del proveïment dels seus aliats de Montenegro, no es van interrompre i aviat l'enfortiment de la flota de submarins enemics va esdevenir una de les principals preocupacions de Lapeyrère.

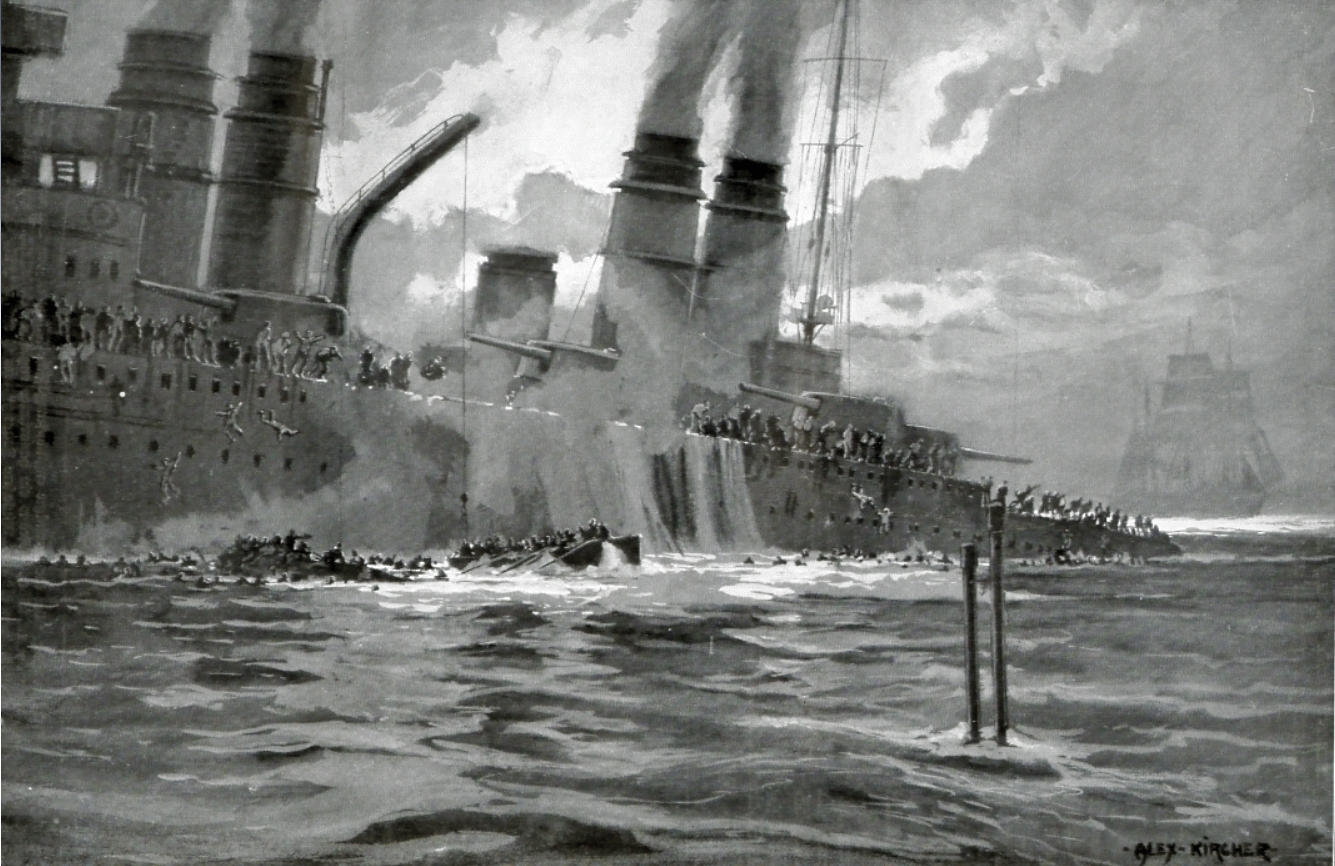
El creuer cuirassat Léon Gambetta representat en una postal alemanya, mentre s'enfonsa

Al febrer, el destructor francès Dague es va enfonsar després de xocar amb una mina mentre escortava la nau de transport Whitehead a Antivari; al 27 d'abril, les preocupacions de Lapeyrère es van fer realitat quan el submarí austrohongarés U-5 va torpedinar i enfonsar el creuer cuirassat Léon Gambetta al sud del cap de Santa Maria di Leuca, causant 684 morts inclòs el contraalmirall Victor Baptistin Sénès, comandant de la 2eme Division Légère.
Itàlia havia preparat plans operatius en vista d'entrar en la guerra. La flota italiana era numèricament forta, amb tres moderns cuirassats monocalibre de la classe Conte di Cavour i diversos predreadnought de les classes Regina Margherita i Regina Elena; a aquests es van afegir els dos cuirassats de la classe Duilio que encara s'estaven construint. Per contra, l'aviació naval era poc nombrosa: set avions amb base a Venècia dels quals només tres eren eficients, quatre a Porto Corsini dels quals només funcionaven dos, i dos Curtiss Flying Boat que encara estaven en fase de muntatge a Pesaro. A l'altra banda, l'aviació naval austrohongaresa comptava amb seixanta-quatre hidroavions eficients i moderns, amb vint-i-un oficials i vuit sot-oficials de l'escola de vol de Pula-Santa Caterina, que al començament de les hostilitats ja funcionaven sense dificultats.
El «Pla general d'operacions marítimes a l'Adriàtica» de la Regia Marina incloïa, entre altres coses, la destrucció de les forces de combat enemigues sense haver de preocupar-se sobre els danys que poguessin ocasionar als pobles de la costa Adriàtica, d'utilitzar la força submarina per a fer emboscades en les rutes enemigues, i de desplegar aeronaus i hidroavions per a realitzar reconeixements i contrast. Els italians, i sobretot el Cap d'Estat Major de l'Armada Paolo Emilio Thaon di Revel, desitjaven enfrontar-se amb la flota enemiga. Creien que era important mantenir la flota en les millors condicions en vista d'aquest conflicte i, per tant, les unitats italianes prendrien totes les mesures possibles per a forçar a la flota austrohongaresa a sortir i acceptar la batalla. En canvi, els austrohongaresos van adoptar una estratègia de «flota de dissuasió», mantenint les seves forces en ports segurs i esperant el moment adequat per a atacar, mentre que la flota italiana s'estava destruint a causa de les mines i pels atacs de petites unitats de torpediners i de submarins, que eren fabricats en grans quantitats pels seus aliats alemanys.
La primera mesura a nivell operatiu dels italians quan va esclatar la Primera Guerra Mundial va ser la reubicació de la flota al port de Tàrent al 26 d'agost de 1914, seguit dels primers estudis de qualsevol operació contra Àustria-Hongria. Altres decisions van ser que, en cas de conflicte, s'havia d'ocupar una part de la costa enemiga per a assegurar el suport del flanc dret de la 3a Armata, de crear un bloqueig de l'entrada del canal d'Òtranto per a evitar que els vaixells de la k.u.k.K. sortissin de l'Adriàtica, soscavar les principals línies de comunicació de l'enemic i tractar d'assegurar la dominació del nord de l'Adriàtica per a donar suport a les operacions de l'exèrcit a l'Isonzo. En aquest context, el 24 de maig de 1915 es van utilitzar torpediners i submarins per a prendre el golf de Trieste i protegir l'avanç de la 3a Armata, que havia conquerit Aquileia i que estava entrant a la ciutat de Grado. La defensa de la zona va ser assignada a la Regia Marina, que va enviar el monitor Robusto armat amb tres canons de 120 mm.

### Les represàlies d'Àustria-Hongria
Quan el 23 de maig de 1915 Itàlia va declarar la guerra a Àustria-Hongria, la flota d'aquest últim (preparada per a aquesta eventualitat) va actuar ràpidament atacant la costa italiana dividida en vuit grups, cadascun amb objectius específics i amb l'ordre d'evitar enfrontaments amb unitats enemigues més grans:

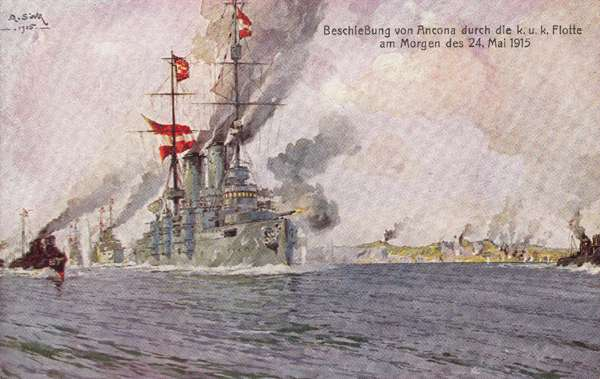
Una postal austrohongaresa representant el bombardeig d'Ancona

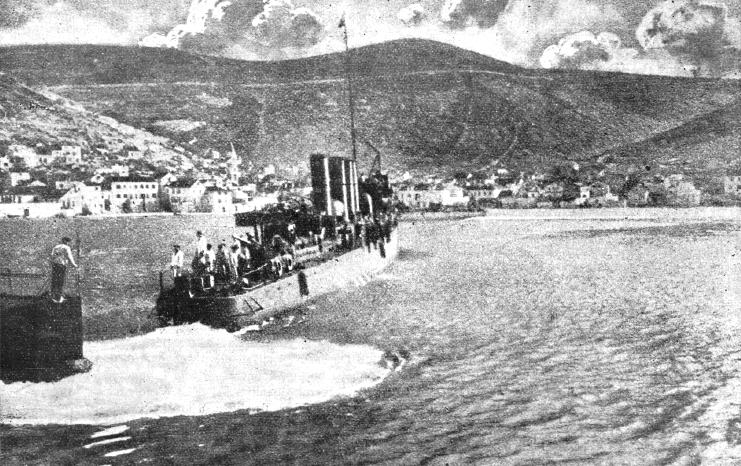
Un vaixell torpediner austrohongarès torna després d'atacar la costa italiana (1915)

- El «grup A», comandat directament per l'almirall Haus a bord del SMS Habsburg, va bombardejar la ciutat d'Ancona i el seu port des de les 04:04 h fins a les 04:53 h de la matinada, però l'arribada del submarí Argonauta i del dirigible Città di Ferrara va fer que el grup es retirés i va arribar a Pula a les 11:00 h del mateix dia.
- El «grup B» va obrir foc a les 04:00 h sobre Senigallia, destruint el far i danyant algunes vies del ferrocarril.
- El «grup C», dirigit pel SMS Radetzky, es va dirigir cap a Potenza Picena, però no van ocasionar danys significatius.
- El «grup D» va obrir foc a les 04:50 h sobre Rímini.
- El «grup E» va bombardejar Porto Corsini durant vint-i-cinc minuts però no va poder aguantar els trets defensius, que van causar alguns ferits i danys materials.
- El «grup F» va patrullar al llarg de la costa d'Ancona i Senigallia, mentre que les unitats dels grups G i H van deixar el port per a arribar a les respectives línies d'exploració Palagruža-Gargano i Palagruža-Lastovo i dirigir-se després cap als seus objectius costaners.
- El «grup G» va bombardejar el far de Vieste i de Manfredonia, mentre que el creuer lleuger SMS Helgoland va concentra el tir sobre Barletta; van ocasionar pocs danys materials a causa de l'acció del destructor italià Aquilone. Aquesta unitat va sorprende als vaixells austrohongaresos, que van deixar d'atacar la costa i es va centrar en la seva persecució; llavors va intervenir el destructor italià Turbine que es va dirigir a alta velocitat contra el creuer lleguer, iniciat un combat que va acabar amb la destrucció de la unitat italiana, la mort de quinze mariners i la captura de la tripulació restant.[31]
- El creuer lleuger SMS Admiral Spaun, del «grup H», a les 4:10 h estava en posició de tir contra el pont del riu Sinarca que va danyar lleument, després va ser el torn de Termoli, Tremiti i el far de Torre Mileto, que tampoc van patir grans danys.[32]

A la part italiana del nord de l'Adriàtica, només el destructor Zeffiro, sota el comandament del capità de fragata Arturo Ciano, va ser capaç d'aconseguir un bon èxit penetrant a Vila Bruno i bombardejant les casernes, obligant als seus ocupants a rendir-se. Al sud de l'Adriàtica, algunes unitats van desembarcar a Palagruža a les 05:00 h i van tornar a les 08:20 h sense trobar tropes enemigues a l'illa. A les 12:00 h del 24 de maig, totes les unitats austrohongareses havien tornat als seus respectius ports de Pula, Šibenik i Kotor, així com les unitats italianes; dos dies després, els italians van emetre la declaració del bloqueig naval per a defendre les seves costes.

### La pérdua del creuer Amalfi i l'ocupació de Palagruža
Els plans italians van dedicar molt espai a la conquesta de les illes o territoris de l'enemic i de l'establiment d'una base naval. El comandant en cap de les Forces Navals de l'Adriàtica, Luigi Amedeo di Savoia-Aosta, buscava en tots els sentits una acció més significativa que les petites incursions que no produïen cap resultat tangible. El 8 de juny, va anunciar que planejava ocupar per sorpresa l'illa de Lastovo amb la finalitat de crear una línia d'estacions d'observació a l'est de Gargano, gaudir d'una base per a submarins que hauria frustrat la navegació de l'enemic al sud de Dalmàcia i establir un punt d'informació per a poder ocupar la península de Pelješac. Però abans de considerar la possibilitat d'ocupar Lastovo, calia ocupar permanentment la petita illa de Palagruža i establir una estació de senyalització.
L'almirall Paolo Emilio Thaon di Revel va aprovar el pla, però va advertir Luigi Amadeo que reflexionés sobre els esdeveniments: l'avanç amb dificultats de l'exèrcit al nord, l'actitud passiva de Montenegro i la inactivitat temporal de Sèrbia eren factors que podria aprofitar Àustria Hongria per a tornar-se en contra d'Itàlia amb més atenció, sobretot al mar.

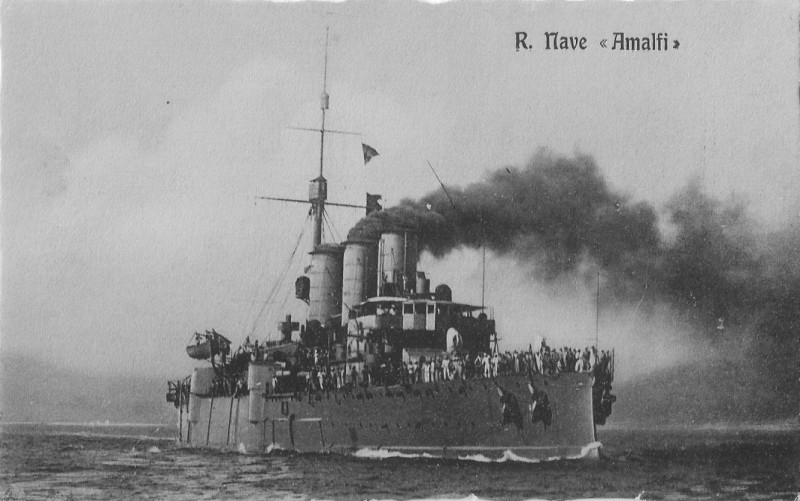
El creuer Amalfi de la Regia Marina

Mentrestant, al nord de l'Adriàtica, l'arribada dels submarins alemanys va començar a produir les primeres víctimes de l'Entesa. El 7 de juliol durant una operació per a cobrir el flanc dret de l'exèrcit, el creuer Amalfi, escortat per només dos torpediners, va ser torpedinat i enfonsat pel submarí SM UB-14, sota el comandament de l'alferes de navili alemany Heino von Heimburg. El petit submarí acabava de ser muntat a les drassanes de Pula i unes setmanes més tard va partir cap a la mar Egea. Per als italians, la pèrdua de l'Amalfi va ser el primer veritable desastre naval de la guerra. Revel estava furiós amb l'almirall Umberto Cagni, al que s'havia confiat totes les forces presents a Venècia,  i va jutjar que l'escorta de dos destructors eren insuficients, assenyalant que es necessitaven almenys sis d'aquestes unitats. Com a mesura es va limitar l'autonomia de decisió de Cagni. L'almirall Revel no va qüestionar la presència de grans unitats a Venècia; aquestes tenien la intenció d'obligar a la flota austrohongaresa qualsevol sortida dels seus ports de vaixells d'igual valor i, per tant, a prendre més riscos.
Però les activitats dels submarins austrohongaresos no es van limitar a l'acció del 7 de juliol; ja a l'1 de juny, durant la realització de les proves, el mateix von Himburg a bord del SM UB-15 (T-11 pels austríacs) va enfonsar el submarí italià Medusa; el submarí austrohongarés-alemany va entrar oficialment en servei el 18 de juny.
Mentrestant, els italians van ocupar sense resistència Palagruža l'11 de juliol i van establir una guarnició de 90 homes. Luigi Amadeo va examinar les possibles accions per a forçar a sortir la flota austrohongaresa, amb la preparació d'un possible atac a Dubrovnik.

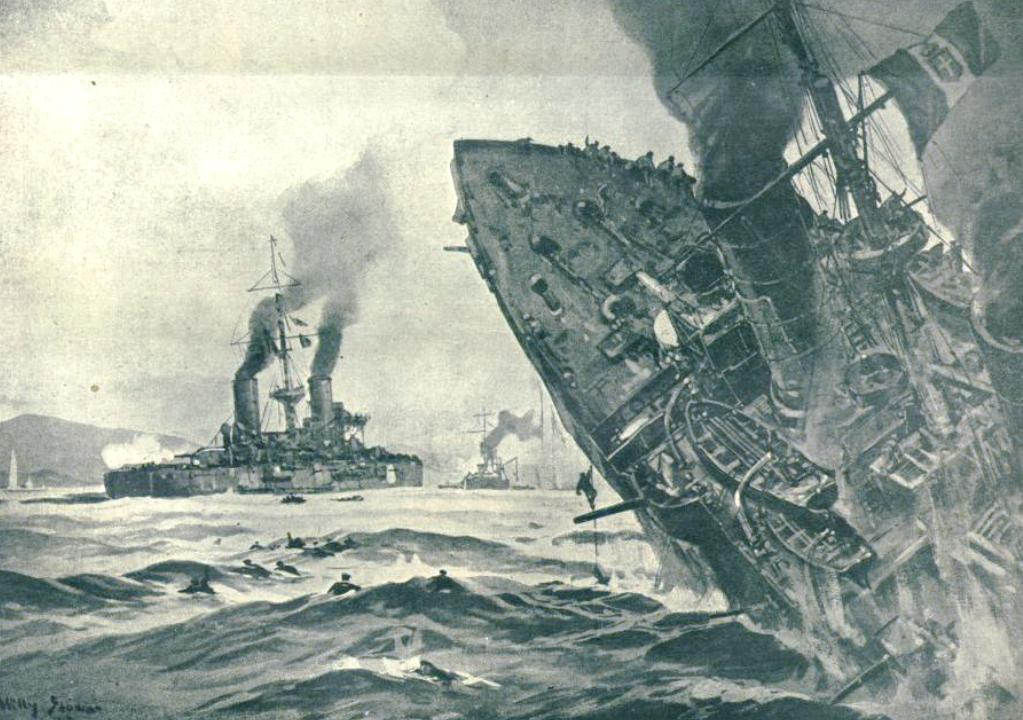
El creuer cuirassat Giuseppe Garibaldi enfonsant-se després de ser torpedinat pel submarí U-4

Al matí del 18 de juliol, el submarí SM U-4 va enfonsar el creuer cuirassat Giuseppe Garibaldi davant de la costa dàlmata i les repercussions d'aquesta pèrdua en els plans de conquesta de Lastovo van ser immediates. El cap de l'estat major de l'exèrcit, el mariscal de camp Luigi Cadorna, sabia que no podia posar a disposició homes ni artilleria per a aquesta conquesta; l'actitud de l'exèrcit juntament amb el risc dels submarins austrohongaresos van fer desistir al govern d'aquest pla.
Mentrestant, els austrohongaresos eren conscients de la presència italiana a Palagruža; el 28 de juliol, el creuer lleuger SMS Helgoland, set destructors i 4 llanxes torpedineres van recolzar un desembarcament de tropes austrohongareses a l'illa, però van ser rebutjades per la guarnició italiana. Els austrohongaresos van respondre el 5 d'agost, enfonsant el submarí italià Nereide que protegia l'illa.
El 17 d'agost sortia de Šibenik una força naval austrohongaresa, composta pels creuers lleugers SMS Helgoland, SMS Saida i quatre destructors, que va bombardejar Lastovo ajudat per alguns hidroavions. Van ser destruïdes les instal·lacions construïdes i el tanc d'aigua dolça. Durant el dia, Revel va donar l'ordre d'evacuació i l'endemà els italians, protegits de la presència massiva de destructors i de creuers, van arribar a Brindisi. Completada l'evacuació, els italians van finalitzar les seves aspiracions sobre les dues illes.
Amb la pèrdua del Garibaldi va començar la controvèrsia entre el cap de l'Estat Major Revel i el comandant de l'Armada Luigi Amadeo, impulsada per l'accident que va afectar el cuirassat Benedetto Brin, que va explotar el seu polvorí el 27 de setembre sense que una comissió d'investigació pogués explicar la causa real. Aquest episodi va ser el clímax de la crisi que va capficar als caps de la Regia Marina i per evitar les interrupcions que portarien a un dany irreparable a tota la força naval, Revel va dimitir l'11 d'octubre i va acceptar el càrrec de comandant la plaça marítima de Venècia, amb tasques que també incloïen la cooperació amb l'exèrcit. En el seu lloc va ser nomenat el contraalmirall Lorenzo Cusani Visconti.

### Els submarins i el bloqueig del canal d'Òtranto
Des dels primers moments del conflicte, els austrohongaresos van oferir les seves bases de Pula i Kotor als seus aliats alemanys, que van respondre al març de 1915 enviant amb tren els primers submarins, que més tard es van instal·lar al port de Pula per a operar en a l'Adriàtica i a la Mediterrània. El novembre de 1915 es va planificar l'activitat dels vaixells de la nova flota de submarins alemanys a la Mediterrània (Mittelmeerdivision) que es va dividir en dues seccions: una amb base a Pula i l'altra a Kotor.

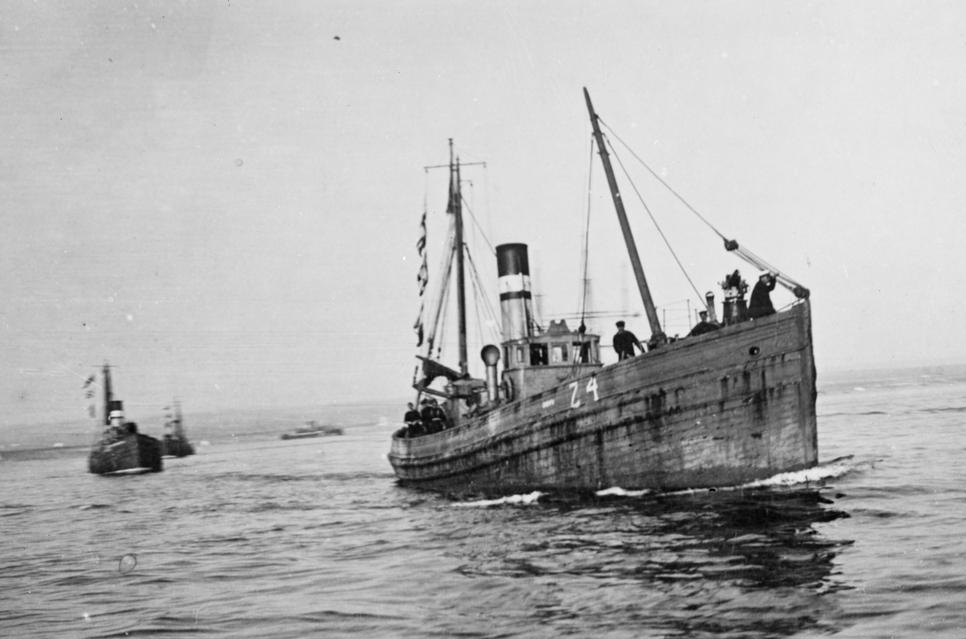
Alguns «drifters» britànics sortint de les seves bases de l'Adriàtica i dirigint-se al canal d'Òtranto

Per a contrarestar aquesta acció, i sobretot per a bloquejar el canal d'Òtranto als vaixells adversaris, els aliats van enviar diversos vaixells amb funció antisubmarina, molts dels quals eren els vaixells de pesca («drifter» si té un pal, «trawler» si en té dos), que var resultar ser particularment adequats per a aquest tipus d'operacions. A Itàlia no hi havia suficients recursos per a aquestes operacions, de manera que es va resoldre mitjançant la compra d'alguns vaixells estrangers; els britànics, els més afectats per l'acció dels submarins alemanys a la Mediterrània, van enviar 65 drifters a l'Adriàtica, que es van encarregar del seu manteniment. El 26 de setembre de 1915 es va començar a fer creuers permanents al llarg del canal d'Òtranto. Es va assignar a la flota italiana la protecció dels drifters amb destructors i creuers lleugers.
L'Estat Major italià havia calculat el nombre mínim de drifters necessaris per a actuar en el bloqueig d'una manerea satisfactòria, però els britànics no van poder respondre immediatament a aquesta sol·licitud, tant és així que al novembre només van enviar vint vaixells més. Tot i això, va seguir augmentant el nombre de vaixells mercants aliats enfonsats a la Mediterrània, i per a buscar una solució temporal es van celebrar diverses reunions a París entre el 29 de novembre i el 3 de desembre, on es va decidir la divisió de la Mediterrània en divuit àrees operatives que, d'acord amb els interessos de cada país, es van dividir entre els tres aliats. Cada nació havia de gestionar els moviments i les patrulles de les seves zones amb les seves unitats. També es van reduir al mínim els viatges i el transport per mar, i es va establir que els vaixells haurien de viatjar en comboi seguint les rutes protegides.

### L'evacuació de l'exèrcit serbi
El 6 de setembre de 1915, Bulgària va entrar a la guerra al costat de les potències centrals i la seva contribució va donar l'impuls suficient per a portar al col·lapse a Sèrbia, que fins llavors havia aconseguit contenir l'ofensiva austrohongaresa. El 8 d'octubre, va començar l'ofensiva que va acabar amb la derrota de l'exèrcit serbi i l'ocupació de Belgrad, que va obligar el govern de Sèrbia a refugiar-se a Shkodër, Albània.

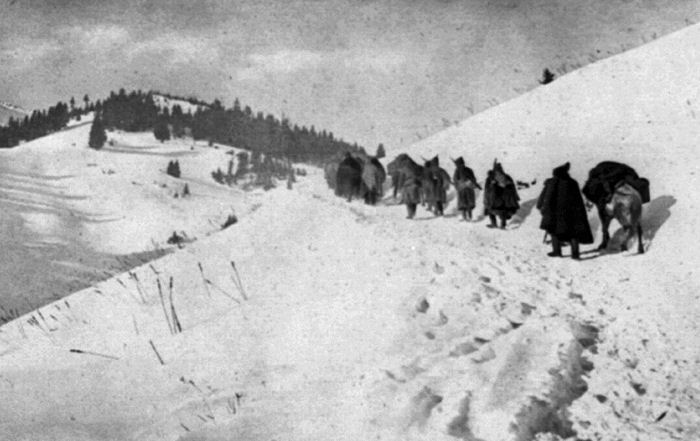
La retirada dels serbis a través de les muntanyes albaneses

En resposta, els aliats van tractar d'atacar a l'exèrcit búlgar des del sud, amb el permís de Grècia per a desembarcar un cos aliat a Tessalònica sota el comandament del general francès Maurice Sarrail. L'operació va començar el 6 d'octubre, però l'impuls de l'exèrcit búlgar va obligar els aliats a romandre a la frontera amb l'única finalitat de garantir la seguretat dels desembarcaments i de contenir un possible atac a Grècia. El 28 d'octubre, l'exèrcit búlgar es va unir a les forces austrohongareses-alemanyes sota el comandament del general August von Mackensen i va començar a empènyer cap a l'oest l'exèrcit serbi, obligant-lo a retirar-se a la costa albanesa.
Els caps militars i polítics italians van reaccionar a la caiguda de Sèrbia amb l'enviament d'una força expedicionaria a Vlorë per tal d'evitar l'ocupació austrohongaresa de la part sud d'Albània; a més, els departaments dels Balcans van rebre l'ordre d'empènyer cap a l'interior amb la profunditat suficient per a garantir la seguretat d'una nova base naval que es tenia la intenció d'establir i que, junt amb la de Brindisi, serviria per a controlar l'estret d'Òtranto. Mentrestant la retirada sèrbia estava assumint proporcions desastroses: soldats, presoners austrohongaresos, endarrerits i civils es van retirar sense cap ordre, delmats per l'artilleria enemiga, les malalties i la fam. El 30 de novembre els serbis van travessar la frontera albanesa per Shëngjin. El transport dels subministraments procedents d'Itàlia a Albània es va fer més visible i al mateix temps va revelar tots els seus riscos; la flota italiana va perdre diverses petites embarcacions carregades de subministraments i municions amb destinació a Shëngjin i Durrës, destructors i submarins van ser atacats pels enemics, pel que era evident la necessitat de disposar de totes les forces incloses les proporcionades pels aliats.

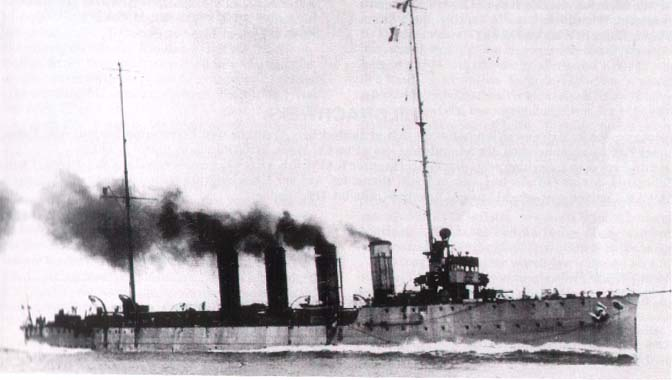
El creuer lleuger SMS Helgoland

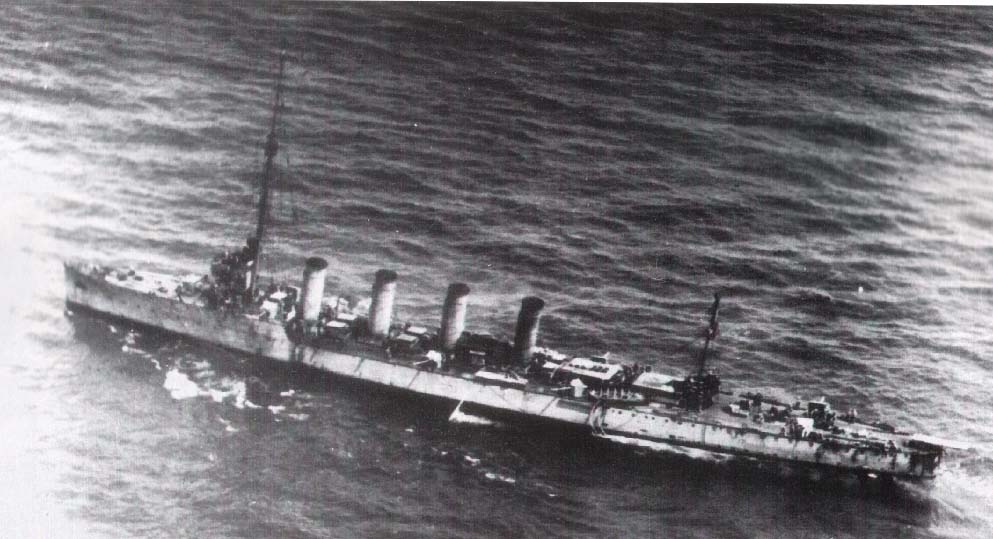
El creuer lleuger SMS Novara

Després de protegir la badia de Vlorë enviant vaixells de guerra, bateries de canons costaners, unitats de dragatge i un hangar desmontable per a hidroavions, la base de Vlorë es va reforçar amb l'enviament de 8.550 soldats que van arribar fins a 28.000 el 12 de desembre.
Aquests moviments no van deixar indiferents a la flota austrohongaresa. El 29 de novembre, l'Armeeoberkommando (AOK) va ordenar a Haus d'establir una patrulla permanent a la costa albanesa i es van enviar algunes de les unitats més noves i més ràpides a Kotor, que es va mantenir a la base fins al final de la guerra: els creuers lleugers SMS Helgoland i SMS Novara, sis destructors de la classe Tatra, sis torpediners classe T-74 i el petrolier SMS Vesta.
El 5 de desembre, el SMS Novara junt amb quatre destructors i tres tropediners van navegar fins a la desembocadura del riu Bojana per a bombardejar la costa. Va repetir l'acció a Shëngjin, on van enfonsar el vapor italià Benedetto Giovanni i el vaixell grec Thira carregat de municions. Després, la flota austrohongaresa va navegar cap a Kotor en direcció nord-oest quan el destructor SMS Warasdiner va interceptar i enfonsar el submarí francès Fresnel, que el dia anterior havia es va encallar a l'estuari del riu Bojana. L'endemà, el SMS Helgoland amb sis destructors i dos submarins es van dirigir sense problemes a Durrës on van enfonsar diverses unitats més petites.

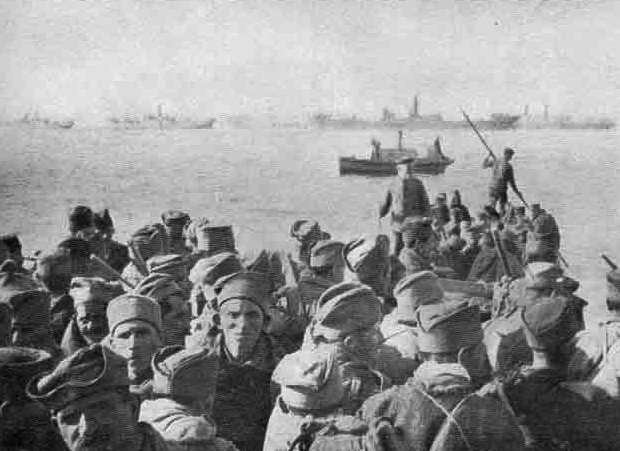
Soldats serbis a la costa d'Albània durant la retirada

L'última acció de la flota austrohongaresa el 1915 va tenir lloc durant la nit entre el 28 i el 29 de desembre quan el SMS Helgoland i cinc moderns destructors de la classe de Tatra van navegar per a patrullar el mar entre Durrës i Bríndisi: van enfonsar el submarí francès Monge (Q67) però després d'entrar al port de Durrës i destruir algunes unitats més petites es van topar amb una zona minada i van perdre el destructor SMS Lika, mentre que el destructor SMS Triglav va quedar severament danyat. A les 07:00 h, els italians van rebre l'alarma i el comandament italià va fer salpar unitats italianes, franceses i britàniques del port de Bríndisi per a iniciar la persecució de l'enemic: el SMS Triglav va ser interceptat i enfonsat, i la persecució va continuar durant tot el dia 29. No obstant això, les dues flotes mai van estar en contacte i la flota austrohongaresa van aconseguir escapar.
Tot i les dificultats logístiques i l'acció de l'enemic, el 12 de desembre la Regia Marina va començar l'operació d'embarcament de l'exèrcit serbi de Shëngjin i Durrës, mentre que els presoners austrohongaresos van ser embarcats des de Vlorë. Durant dos mesos, 45 vaixells italians, 25 francesos i 11 britànics van fer centenars de viatges sortint dels ports de Shëngjin, Vlorë i Durrës, en una operació combinada en la qual els italians van fer una contribució essencial. El 9 de febrer de 1916 va salpar de Durrës l'últim vaixell carregat de soldats serbis. Van ser evacuats 260.895 homes entre soldats i refugiats, majoritàriament enviats a Corfú, mentre que els presoners austrohongaresos van ser traslladats a les illes de Lipari i d'Asinara. Es va enviar a Albània una força expediciona italiana de 73.355 homes, amb provisions i artilleria.

## Les operacions del 1916

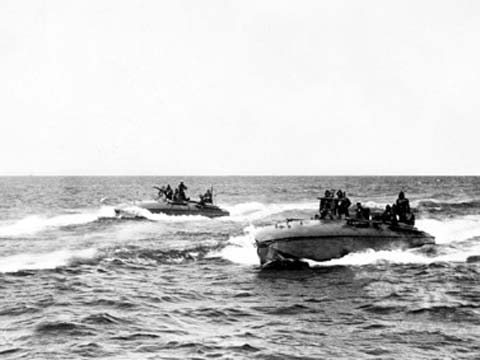
Motoscafo Armato Silurante (MAS)

El primer any de guerra d'Itàlia va acabar sense el xoc desitjat de flotes, i de fet va canviar el punt de vista que es tenia de la guerra en la mar Adriàtica: en aquest teatre d'operacions, la potent flota de l'Entesa no va poder contrarestar eficaçment una flota de menor poder, que operava dintre del seu context geogràfic i feia servir de forma específica submarins, mines marines i avions. Va ser amb la introducció del submarí que canviar el concepte de «domini de la mar»; el control de la mar ja no s'exercia només en la superfície i s'havia tornat més complexa, ja que calia tenir en compte les unitats que estaven amagades en les profunditats.
La supremacia naval es basava ara en dos components principals: el primer va implicar l'ús de noves armes de guerra i d'unitats de superfície lleugeres i ràpides dissenyades per a desgastar i interceptar les forces de superfície enemigues, el segon es basava en el manteniment de la «fleet in being» per a concentrar i immobilitzar les forces enemigues.
L'adhesió d'aquesta consciència tàctica i estratègica va fer que la flota italiana s'anés adaptant a aquests requisits, introduint al camp de batalla vaixells i hidroavions dissenyats per respondre a les accions dels torpediners austrohongaresos a les costes, la millora i l'enfortiment de les defenses costaneres, l'augment de la producció de submarins, torpediners, avions i posar en línia els primers Motoscafo Armato Silurante (MAS). Així va començar el desenvolupament d'aquesta nova forma de lluita que es coneixeria com «l'estratègia de la batalla al port».

### Els atacs a Trieste, Poreč, Piran i Fažana
Al nord de l'Adriàtica i a la plaça de Venècia, sota el comandament de l'almirall Revel, les operacions dels vaixells de guerra de superfície es van reduir a només al reforç de l'artilleria costanera, mentre que es va augmentar l'ús de mines que va afectar principalment a les aigües del voltan de Šibenik i al llarg de la costa est, zones que eren normalment utilitzades pels austrohongaresos i que es va descobrir gràcies als documents trobats a bord del submarí SM UC-12. Analitzada la situació, el cap de l'Estat Major va decidir traslladar el creuer Pisa de la llacuna de Venècia a Vlorë, on es faria un millor ús.
El 28 de maig, en línia amb els nous dictats tàctic, es va dur a terme la primera acció per a atacar el port de Trieste, assignada al torpediner 24 OS sota el comandament del tinent de navili Manfredi Gravina i guiats pel tinent de navili Nazario Sauro: havien d'entrar al port recolzat per un MAS i fer explotar algun vaixell gran que estigués amarrat al moll. Aprofitant la foscor, el torpediner va aconseguir eludir la vigilància i va poder penetrar a través de les obstruccions de l'entrada de Muggia; en la foscor van poder veure una silueta semblant a un gran vaixell de càrrega a la que van disparar dos torpedes que van impactar contra un moll, però que darrere del qual estaven amarrats alguns vaixells. El torpediner va sortir del port abans de ser il·luminat pels reflectors enemics i va tornar a Grado.

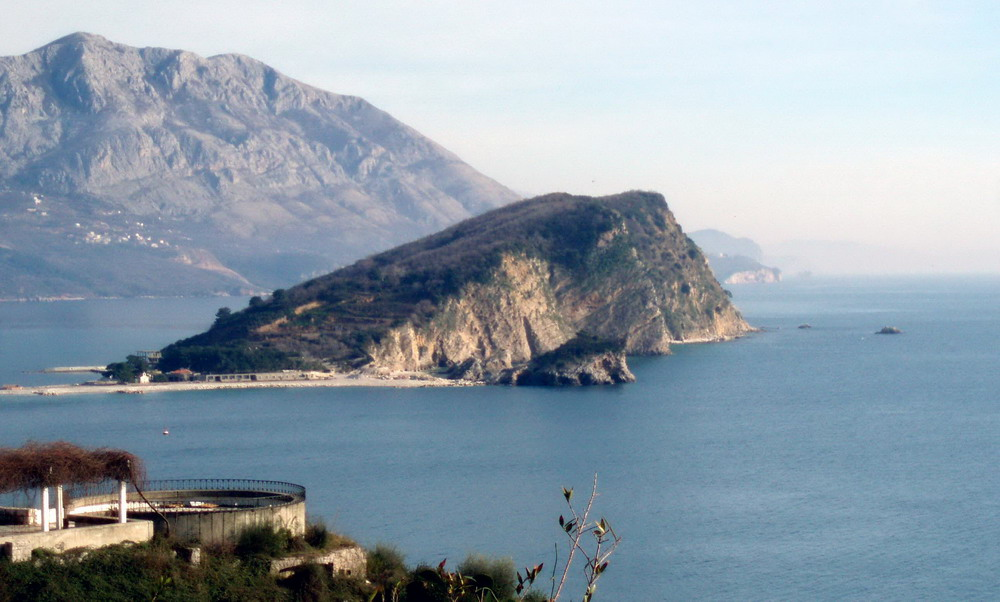
Illa Sveti Nikola

Al mes següent, el comandament italià va començar a sospitar que els austrohongaresos havien instal·lat una base d'hidroavions a Poreč, que potencialment podia ser molt perillósa per la seva proximitat a les línies italianes; en canvi, alguns informants van sostenir que la base estava a l'illa Sveti Nikola, per la qual cosa es va preparar una acció naval per trobar el lloc exacte. L'expedició, sota el comandament del capità de navili Pignatti Morano, es va fer el 12 de juny amb destructor Zeffiro i els torpediners 30 PN i 46 PN, amb la cobertura dels destructors Fuciliere i Alpino; els destructors Francesco Nullo i Giuseppe Missori es van afegir per a donar suport a tot el grup. No van trobar res a l'illa es va decidir continuar fins a Poreč per a inspeccionar el port i fer alguns presoners per a interrogar-los; Nazario Sauro, al comandament del Zeffiro, es va acostar al moll i va capturar a un sentinella que va assenyalar que la base dels hidroavions estava en la península de Lovrečica, però altres dos guàrdies van poder fugir i van donar l'alarma i els destructors es va retirar ràpidament a la mar oberta. Quan estaven a uns 1.000 metres del port de Lovrečica, el Zeffiro va disparar diverses vegades cap a la posició indicada pel presoner, però al mateix temps les defenses del port va retornar el foc, que al seu torn es va fer ressò de l'artilleria dels destructors de suport. El tiroteig va durar 20 minuts, després del qual les forces italianes es van retirar, però en el camí de tornada van patir un atac d'hidroavions que van sortir de Pula i de Poreč, que va causar quatre morts i diversos ferits. Aquesta incursió va confirmar les sospites del comandament de la Regia Marina.

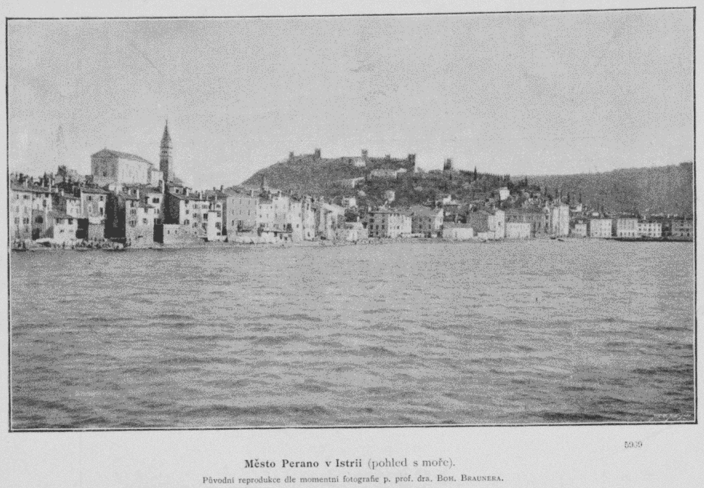
Piran (1894)

També al juny, el comandament italià va decidir intentar la captura del vaixell de vapor Narenzio que estava amarrat al port de Piran. A la tarda del 25 de juny, el torpediner 19 OS recolzat pels torpediners 20 OS i 21 OS van partir des del port de Grado. El 19 OS va atracar al moll al costat del Narenzio, però mentre els soldats neutralitzaven als sentinelles i desamarraven el vaixell es va donar l'alarma que va obligar el torpediner a fugir cap al mar, on es va reincorporar amb l'escorta per a tornar a Grado.
Després d'aquesta acció van disminuir les activitats d'exploració per a reduir l'ús de les unitats i preservar-les per al futur, per a poder mantenir el seu rendiment i donar suport a l'exèrcit que semblava que estava a punt d'entrar a Trieste. L'aviació marítima va tenir un augment gradual de personal i de medis, mentre que els submarins van continuar les seves accions d'emboscada al llarg de la costa enemiga.
L'any va finalitzar amb una acció al nord de l'Adriàtica, al cor de les possessions austrohongareses en un intent d'atacar el canal de Fažana. El 28 d'octubre, després d'identificar en un reconeixement aeri la presència del cuirassat pluricalibre SMS Erzherzog Franz Ferdinand i del creuer SMS Kaiserin und Königin Maria Theresia, l'almirall Revel van aprovar el pla proposat pel capità Morano Pignatti d'atacar les unitats enemigues que podien estar presents al canal de Fažana; per a superar les barreres de les xarxes marítimes, l'oficial va idear un aparell a la proa d'un torpediner que disposava de dos pesos dues tones cadascun que baixarien la xarxa i permetria l'entrada de MAS al canal. A la nit entre l'1 i 2 de novembre, el torpediner 9 PM i el MAS 20 escortats directament pel Zeffiro, els exploradors Guglielmo Pepe i Alessandro Poerio, els destructors Nullo i Missori, i pels submarins Galileo Ferraris, Argo i Fisalia, es van presentar fora del canal on el torpediner va baixar la xarxa marítima permetent al MAS del tinent de navili Ildebrando Goiran entrar al canal; a les 03:10 h, a 400 metres de l'objectiu (identificat el vaixell de vapor Hars de 7.400 tones), Goiran va disparar dos torpedes però no van explotar i va suposar la presència de xarxes antitorpedes (en realitat van fallar els dispositius que causaven l'explosió de les càrregues dels torpedes). No va haver reacció de l'enemic i a les 03:40 h el MAS va prendre el camí de sortida i va tornar a la formació. L'acció no va produir els resultats materials esperats però va obtenir un gran resultat moral, pel que va ser elogiat per l'almirall Revel que va accelerar la creació i el desenvolupament d'unitats de MAS.
Davant l'actitud ofensiva italiana, l'Imperi Austrohongarès va prendre una actitud més conservadora, deixant només a les aeronaus la tasca d'atacar les posicions italianes al llarg de la costa i l'augmentant les operacions submarines.

### L'amenaça dels submarins
El 28 d'agost de 1916 Itàlia va declarar la guerra a Alemanya, cosa que li va permetre baixar la bandera d'Austria-Hongria dels seus vaixells que operaven a la Mediterrània i hissar la de la Kaiserliche Marine.

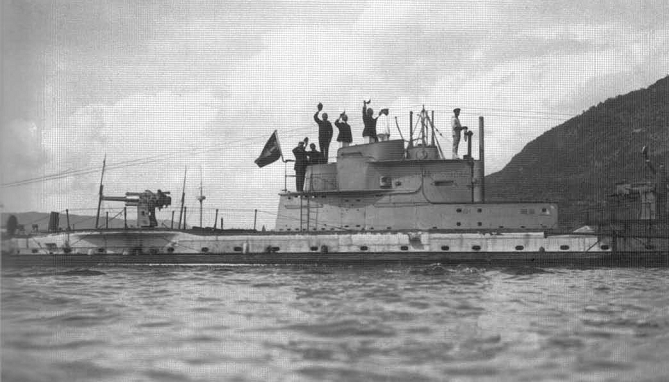
U-Boot SM U-35

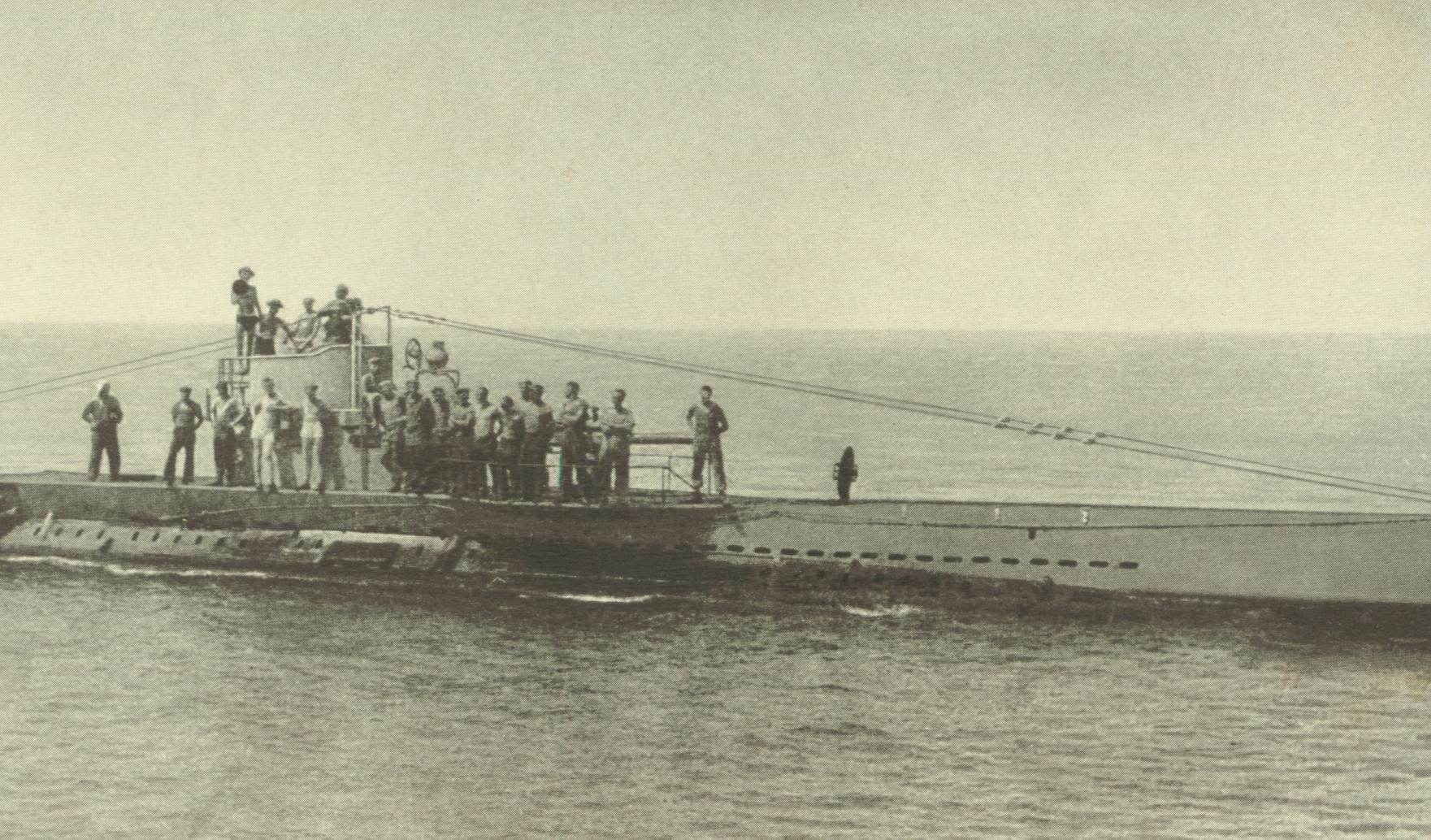
U-Boot SM U-38

A suggeriment del ministre de Relacions Exteriors de l'imperi austrohongarès, l'Admiralstab alemany va acordar que en comptes de realitzar formalment la incorporació a la guerra dels submarins alemanys que havien fet servir la bandera austrohongaresa, aquests apareguessin registrats com a submarins de la k.u.k.K. amb una data anterior a la declaració de guerra amb Itàlia per a evitar l'arbitratge internacional i evitar que els enemics sospitessin sobre la sobtada desaparició de submarins austrohongaresos de l'Adriàtica. Així que al final de setembre, tres dels sis submarins que havien realitzat accions contra l'armada italiana (SM U-35, SM U-38 i SM U-39) van ser incorporats a la flota de l'imperi austrohongarès però continuaven depenent de l'Admiralstab, mentre que els altres tres (SM U-21, SM U-33 i SM U-34) no estarien registrats. Els altres submarins alemanys que mai s'havien fet passar com austrohongaresos  no es van incloure a la flota de la k.u.k.K.
Mentrestant, la campanya dels submarins alemanys a la Mediterrània (anomenada Handelskrieg, guerra al comerç) durant l'estiu de 1916 va resultar molt rendible i es va mantenir igual entre l'octubre i el desembre del mateix any: el tonatge mensual mitjà enfonsat per submarins alemanys a la Mediterrània de juliol a desembre va ser constantment per sobre de les 100.000 tones, i aquests resultats va portar als alemanys a intensificar el rendiment dels submarins a la Mediterrània i aplicar normes menys restrictives per a atacar, amb l'única recomanació d'evitar complicacions amb els Estats Units d'Amèrica. La contribució dels austrohongaresos era molt modesta, especialment a causa que les seves unitat no podien sortir de l'Adriàtica i perquè el nou U-Boot Tipus UB II construït per Àustria-Hongria no estaria a punt abans de principis de 1917. El bloqueig del canal d'Òtranto presentava una amenaça constant per al pas dels vaixells, però no va poder evitar per complet els pas dels submarins, que procedents de bases de Pula i de Kotor creuaven els punts menys vigilats i passaven a la Mediterrània.

### La situació de les forces austrohongareses
Pel que fa a les operacions terrestres, als primers dies de 1916 es va iniciar la campanya austrohongaresa contra Montenegro, on van assistir també algunes unitats de la k.u.k.K per a assegurar el suport d'artilleria al xix Cos de l'imperi austrohongarès en la conquesta del mont Lovćen. En l'acció van participar vaixells antics de la 5a Divisió: el predreadnought SMS Budapest, el creuer cuirassat SMS Kaiser Karl VI i creuers protegits SMS Aspern, SMS Panther i SMS Kaiser Franz Joseph I. Aquestes unitats van bombardejar i destruir els punts d'observació aliats de la muntanya, que detectaven els moviments dels vaixells austrohongaresos durant el dia, i això va permetre a l'almirall Haus moure la divisió de Šibenik a Kotor.

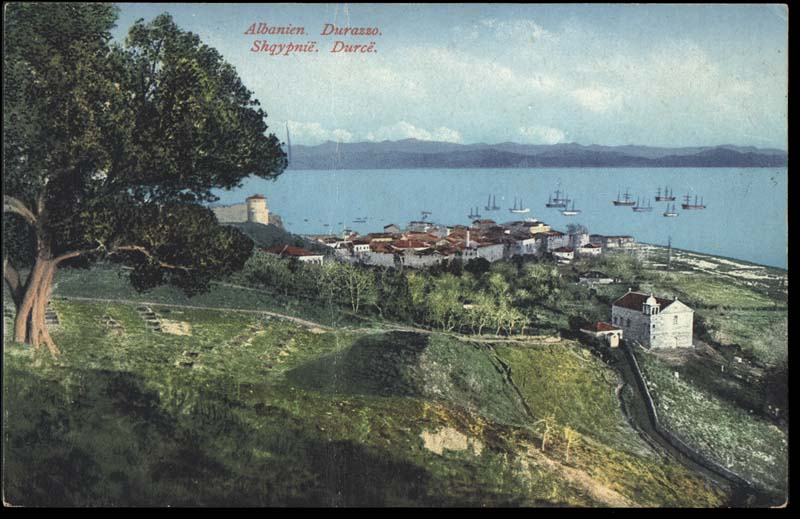
Vista panoràmica del port de Durrës (1905)

El 12 de gener, Montenegro va demanar l'armistici i va sortir de la guerra; el 22 de gener es va d'haver de suspendre l'evacuació dels soldats serbis de Shëngjin i es va desplaçar el centre d'evacuació al sud, a Durrës, on l'operació va acabar el 9 de febrer.
A Durrës encara estava present una guarnició italiana, ara sota l'amenaça de l'avanç dels austrohongaresos, per la qual cosa la Regia Marina va haver de realitzar una evacuació precipitada de les seves tropes que va acabar entre el 25 i el 27 de febrer amb gran dificultat i sota el foc enemic, que va deixar més de 800 morts.
Al maig, Haus va ser ascendit a Großadmiral, el primer i únic membre de la k.u.k.K que va rebre aquest rang; però, malgrat les petites agressions de la flota italiana, ell no va canviar la seva actitud defensiva. Haus va veure que després de la pèrdua del Garibaldi, Luigi Amadeo, el seu rival directe i comandant en cap de l'armada italiana, havia començat a sospesar cada moviment de les seves unitats principals i creia que la pèrdua d'un altre vaixell de la mateixa magnitud seduiria a l'enemic a sortir amb cuirassats per a arriscar-se a lliurar una batalla que l'almirall austrohongarès, de fet, no la volia fer.
D'altra banda, després dos anys de guerra, la k.u.k.K només va ser capaç posar en marxa un petit nombre de vaixells lleugers: només havia construït quatre destructors d'una versió millorada de la classe Tatra, dos dels quals van ser per a reemplaçar els perduts el 29 de desembre de 1915. Sens dubte va afectar el fet que les principals drassanes, situades a Monfalcone, estaven pràcticament en la línia de front i que, finalment, van ser conquerides per les tropes italianes.

### Les operacions al sud de l'Adriàtica
Fins i tot a l'Adriàtica meridional es va intensificar per part dels italians l'ús de MAS, submarins, llanxes torpedineres i d'hidroavions, en un intent de contrarestar els combois de Kotor i Dalmàcia que transportaven subministraments a les tropes austrohongareses que, després de la campanya de gener, van ocupar tota Albània; aquestes forces també van avançar al llarg de la costa capturant successivament Antivari, Shëngjin i Durrës; només port de Vlorë van romandre en mans italianes. Fins a l'estiu de 1916 no hi va haver enfrontaments de particular importància entre els dos bàndols, però els austrohongaresos van ser els més actius, ja que entre el febrer i el juliol de 1916 van bombardejadar des del mar els ports de Bríndisi, Bari, Molfetta, Òtranto i Bisceglie, utilitzant les seves unitats més petites en accions de suport, acompanyament i en incursions. Al març, va arribar a Brindisi els primers MAS fabricats per l'empresa Società Veneziana Automobili Navali (SVAN) de Venècia, que van formar la 1a Squadriglia; en aquest moment va començar l'estudi d'un pla per a atacar el port de Durrës amb MAS, on sovint havia la presència de grans vaixells.

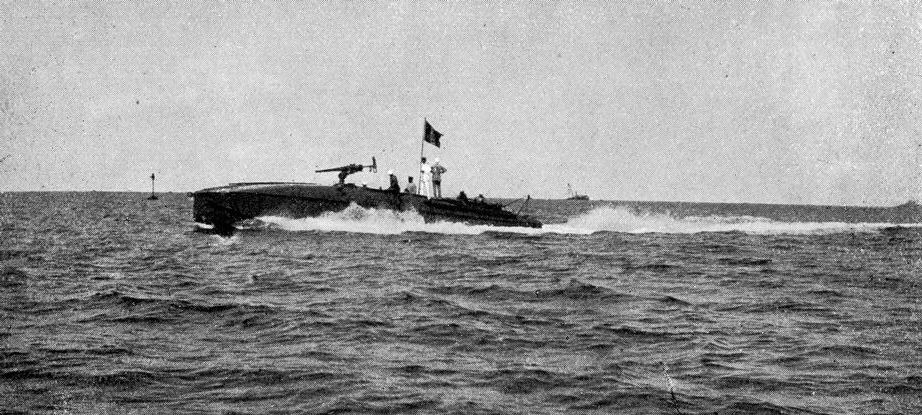
MAS. Fotografia de la revista mensual La Lettura pertanyent a Corriere della Sera (1 de gener de 1917)

El 6 de juny, el MAS 5 i el MAS 6 van viatjar fins al port de Durrës, on s'havia confirmat la presència d'un vaixell de vapor i d'algunes unitats més petites. Els dos MAS van ser remolcats respectivament pels destructors 38 PN i 34 PN i escortats per quatre destructors francesos, i poc després de l'01:00 h els dos MAS es van separar dels destructors i es van dirigir cap al port. Van llançar un torpede cadascun contra el vaixell de vapor Lokrum i la doble explosió va fer esclatar l'alarma, però no es van encendre els fars potser perquè es va agafar per sorpresa a l'enemic. Abans que descobrissin l'origen de l'atac, els dos MAS ja eren fora del port i a les 03:30 h ja havien tornar a la base.
Al mateix 6 de juny va començar el retorn d'algunes tropes italianes d'Albània i l'intens moviment dels combois va cridar l'atenció dels submarins enemics. El 8 de juny, el submarí SM U-5 estava a 15 milles al sud-oest de Kepi i Gjuhezes i va interceptar un comboi que escortava els vaixells de vapor SS Principe Umberto i el SS Ravenna, que estaven carregats de tropes. Des d'uns 1.000 metres, el submarí va disparar dos torpedes que van esclatar a la popa del Principe Umberto, que es va enfonsar en pocs minuts. Dels 2.821 homes a bord, només van sobreviure 895, mentre que el SM U-5 va ser capaç d'escapar de l'escorta i va tornar a Kotor.
A la nit entre el 25 i el 26 de juny, el MAS 5 i el MAS 7, junt amb els torpediners 36 PN i 34 PN i escortats a distància per vuit destructors, van sortir del port de Brindisi per anar directament a Durrës. Un cop van arribar a 200 metres de l'objectiu van llançar tres torpedes; dos d'ells van explotar i sota el foc de l'artilleria el MAS 7 va decidir llançar el seu últim torpede contra un altre vaixell de vapor. El MAS 5 va maniobrar per a atreure el foc sobre si mateix, el MAS7 va poder penetrar més en el port i va llançar la bomba contra un altre vaixell, que va ser seriosament danyat. Sempre sota el foc enemic, els dos MAS es van poder retirar i es van reunir amb els torpediners, tornant a la base a les 2:40 h. Va resultar que els tres primers torpedes havien impactat contra les xarxes antitorpedes i el quart va impactar contra un vaixell de vapor de 1.111 tones.

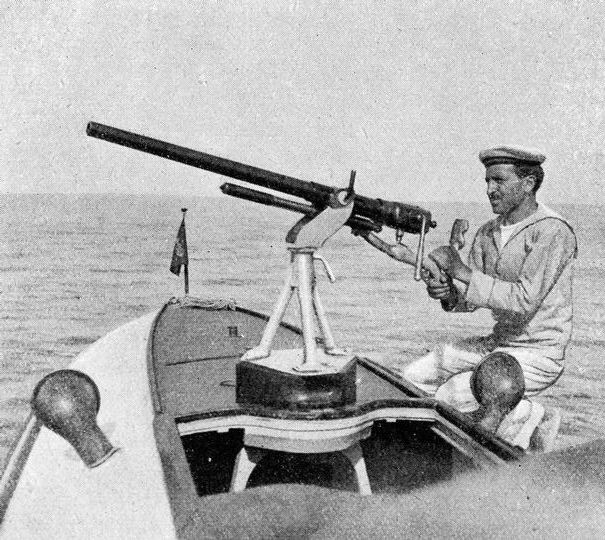
Armament del MAS. Fotografia de la revista mensual La Lettura pertanyent a Corriere della Sera (1 de gener de 1917)

El juliol, dues accions del MAS van ser cancel·lades a causa del mal temps, mentre que en els mesos següents hi va haver diverses accions amb resultats modestos.
L'acció més destacada va ser l'obra de sabotejadors pagats per Àustria-Hongria que va causar l'enfonsament del cuirassat monocalibre Leonardo da Vinci a Tàrent: la nit del 2 d'agost després d'embarcar municions, un incendi va devastar el dipòsit de municions i va causar una enorme explosió que va destrossar el casc del vaixell, que va fer que s'enfonsés en pocs minuts. La tripulació es va lamentar de la mort de 237 homes, entre ells el capità de navili Galeazzo Sommi Picenardi.
A finals del mateix mes, les tropes italianes van desembarcar a Porto Palermo, Kepi i Gjuhezes, i a Corfú, com a suport de les tropes de l'Entesa ocupades al front macedoni i per a controlar millor el canal de Corfú, on se sospitava que grups pro-alemanys facilitaven el trànsit de submarins enemics. A l'octubre també es va ocupar el port albanès de Sarandë i les activitats dels combois que transportaven tropes es van fer més freqüents. Els austrohongaresos van respondre aquesta activitat el 5 d'octubre, quan el SM U-16 va enfonsar el destructor Nembo i un vaixell de vapor. Malgrat tot, els italians van poder desembarcar a Corfú 35.751 homes, 7.307 animals, 40 canons i 1.174 vehicles des del mes d'agost.
Durant els últims mesos de l'any es va veure que algunes sortides dels MAS a Durrës no produïen resultats satisfactoris.
L'11 de desembre, el predreadnought italià Reina Margherita es va trobar enmig d'un camp defensiu de mines a causa de la boira mentre es traslladava de Vlorë a Tàrent; va topar amb una mina i es va enfonsar en set minuts portant-se a més de 600 homes.
L'any va acabar amb un enfrontament naval a la nit entre el 22 i el 23 de desembre, quan els destructors austrohongaresos SMS Scharfschütze, SMS Réka, SMS Dinara i SMS Velebit van atacar a un vaixell de patrulla del bloqueig del canal d'Òtranto; aquest va demanar ajuda als destructors francesos Casque, Protet, Comandant-Rivière, Comandant-Bory, Dehorter i Boutefeu que estaven escortant un comboi de Bríndisi a Tàrent; a causa de problemes en les comunicacions només el Casque i el Comandant-Rivière van atacar, però les calderes del Casque van ser colpejades i la nau va haver de reduir la velocitat a 23 nusos. Van rebre l'ajuda addicional dels destructors italians Giuseppe Cesare Abba, Ippolito Nievo i Rosolino Pilo que van salpar des del port de Bríndisi, i immediatament els va seguir el creuer lleuger britànic Gloucester, escortat pels destructos Impavido i Irrequieto. Els vaixells italians i francesos van xocar en la foscor: el Guiuseppe Cesare Abba va envestir al Casque, i uns moments després el Boutefeu va envestir al Guiuseppe Cesare Abba. Mentre que els vaixells danyats van ser remolcats al port, els vaixells austrohongaresos van fugir aprofitant la foscor de la nit.

## Els canvis del 1917
Els plans alemanys presentats el 1917 per l'almirall Henning von Holtzendorff van preveure la introducció de la guerra submarina sense restriccions: l'Oberkommandieren de l'armada alemanya va calcular que els seus submarins, lliures de les limitacions imposades pel dret de presa o per la preocupació de la seguretat de la tripulació i dels passatgers, podrien enfonsar 600.000 tones mensuals de vaixells britànics; això obligaria a l'Imperi Britànic a buscar la pau d'aquí a cinc mesos i reduiria el risc de la intervenció dels Estats Units al costat de l'Entesa. Per descomptat, la Mediterrània, i en segon lloc l'Adriàtica, també formaven part de la guerra sense quarter dels alemanys i Anton Haus va ser un dels més ferms partidaris de la guerra submarina sense restriccions contra el tràfic marítim.

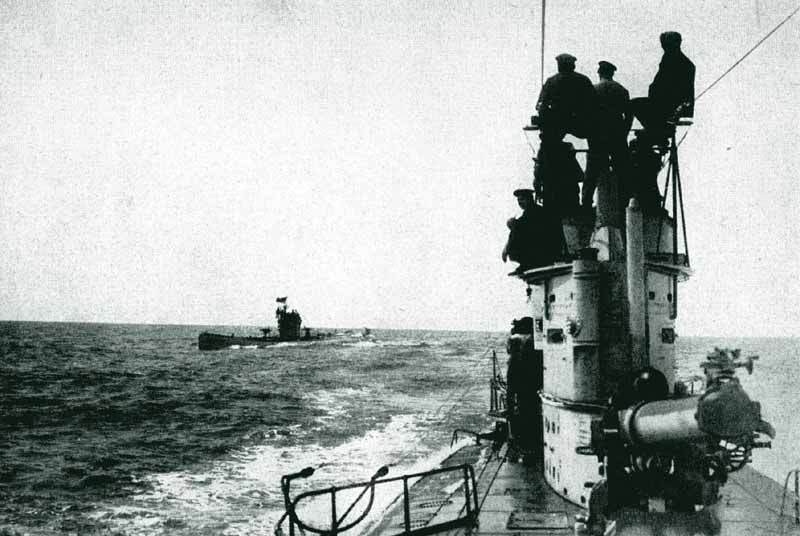
Els submarins SM U-52 i SM U-35 navegant per la Mediterrània

El 20 de gener, van arribar a Viena l'almirall Henning von Holtzendorff i el secretari de Relacions Exteriors alemany Arthur Zimmermann amb l'objectiu de persuadir al seu aliat perquè donés suport a la política alemanya de la guerra submarina sense restriccions. Els alemanys afirmaven que serien capaços d'enviar 42 submarins a la Mediterrània que haurien d'operar des de les bases de l'imperi austrohongarès, les quals no van negar el seu suport. El 22 de gener, el Reichsrat (Consell Imperial austrohongarès), que va participar el Ministre de la Guerra Alexander von Krobatin i el cap de l'Estat Major de l'exèrcit Franz Conrad von Hötzendorf, va votar unànimement a favor de la guerra submarina sense restriccions. El 26 de gener, el Kaiser Guillem II de Prússia i l'Emperador Carles I d'Àustria i IV d'Hongria es van conèixer a Pleß, acompanyats dels seus respectius comandants en cap de l'armada (von Holtzendorff i Haus) i dels caps d'Estat Major (Müller i Rodler). Oficialment van declarar a la mar Mediterrània «zona prohibida» i es va decidir que els submarins SM U-35, SM U-38 i SM U-39 continuarien enarborant la bandera austrohongaresa. Haus va tenir a la seva disposició la flota de submarins alemanys, tècnics i treballadors. El 8 de febrer, Haus va caure malalt amb una pneumònia durant el viatge a Pleß i va morir a Pula; el seu successor del càrrec de Flottenkommandant (Comandant de la Flota) va ser el vicealmirall Maximilian Njegovan, que va ser ascendit immediatament a almirall, i va estar en la mateixa línia de pensament del seu predecessor, tant pel que fa al suport a l'estratègia alemanya com en l'enfocament adoptat en la lluita a l'Adriàtica.
Al mateix temps, l'Entesa es va reunir a Londres el 23 i 24 de gener per a la Conferència de l'Armada Aliada, on es va exposar l'estratègia amb la qual es pretenia fer front a la declaració alemanya de la guerra submarina sense restriccions i gestionar la cooperació a la Mediterrània. Els britànics consideraven que les flotes italianes i franceses poden enfrontar-se a l'armada austrohongaresa i van decidir retirar els seus vaixells de guerra de la Mediterrània; en canvi, els italians van exigir una major presència francesa a Corfú i l'ajuda britànica per a una presència adequada de vaixells lleugeres al canal d'Òtranto. Durant la conferència també es va redissenyar i redistribuir les àrees de patrulla a la Mediterrània entre els tres aliats per a oferir una millor protecció als combois que navegaven en rutes fixes. Els aliats van reconèixer que els recursos assignats en aquell moment al canal d'Òtranto no eren suficients i van acordar posar el bloqueig sota el comandament d'un oficial britànic subordinat al Comandant en Cap italià, que podia utilitzar tots els vaixells francesos i italians disponibles en cas d'emergència. La decisió resultant de la conferència de Londres va causar la retirada immediata de Tàrent dels cuirassats britànics HMS Duncan, HMS Prince of Wales i el HMS Africa.
A finals de la tardor de 1916, en els cercles polítics, recolzats per la premsa, va créixer un sentiment d'hostilitat cap a Luigi Amadeo i al Secretari de l'Armada Camillo Corsi i, en general, creixia una insatisfacció amb els resultats obtinguts fins aleshores. El 3 de febrer es va signar un decret nomenant Paolo Emilio Thaon di Revel «Capo di stato maggiore della Marina e Comandante delle forze navali mobilitate» (Cap d'Estat Major de l'Armada i Comandant de les forces navals desplegades), mentre que Luigi Amadeo, tot i que gaudia de l'estima i simpatia de molts oficials, va refusar qualsevol altra tasca i es va mantenir al marge fins al final de la guerra. Les prioritats de Luigi Amadeo eren essencialment defensives per a garantir el subministrament del país davant l'amenaça dels submarins i reduir les pèrdues al mínim. Per tant, estava a favor de la reducció de les tropes italianes a l'estranger per a concentrar-les en la protecció de les rutes comercials cap i des d'Itàlia, l'escorta de combois i per al bloqueig del canal d'Òtranto. Llavors Revel va instituir l'«Ispettorato Difesa Traffico» (Inspecció de la Defensa del Trànsit), va armar els vaixells mercants, i va augmentar la construcció de MAS, submarins i avions; en línia amb el comportament dels almiralls Haus i Njegovan, Revel no va perseguir una política heroica i es va abstenir de qualsevol gran risc, preferint atacar quan podia amb mitjans econòmics.

### Les operacions al nord de l'Adriàtica

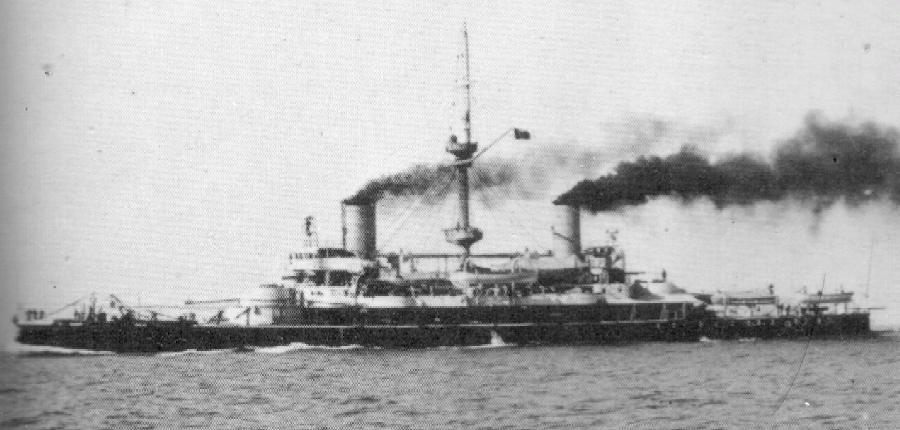
Predreadnought Ammiraglio di Saint Bon

Des del començament de l'any, el clima va limitar fortament les operacions navals al golf de Venècia i de Trieste.
Els italians, per la seva banda, van completar el treball de reforçar substancialmet l'artilleria del creuer Amalfi, que estava armat amb canons de 381 mm i quatre complexos antiaeris de 102 mm. També van afegir una força naval formada pels tres cuirassats Ammiraglio di Saint Bon, Emanuele Filiberto i Sardegna, un esquadró d'exploradors i de destructors de la classe Ardito, i un petit destructor de la classe Carabinieri. Aquesta flota es va completar amb una gran flotilla de torpediners costaners i d'alta mar, dragamines, minadors i la flotilla de MAS, mentre que la flotilla de submarins comptava amb quinze unitats principals i tres costaneres. L'activitat aèria es va establir per a donar resposta a les accions de l'enemic.
Donada la baixa activitat naval austrohongaresa, les unitats italianes van continuar realitzant patrulles, el minament dels golfs de Venècia i de Trieste, i garantint l'escorta de les missions aèries; les unitats més petites asseguraven la defensa costanera. Fins al maig, els italians va realitzar algunes accions usant només MAS i torpediners sense resultats sorprenents. Els austrohongaresos, per la seva part, van intensificar els bombardejos aeris contra Venècia, Grado i Ferrara, als quals els italians van respondre amb bombardeigs de Pula, Poreč, Trieste i Prosecco.
Durant l'estiu, les activitats al nord de l'Adriàtica van estar condicionades pels esdeveniments en el front de terra, on els soldats realitzaven una sèrie de grans ofensives,  i per l'escassa activitat naval de tots dos contendents que van anul·lar les pèrdues causades pels submarins.

### Les operacions al sud de l'Adriàtica
Després de l'enfrontament naval de la nit entre el 22 i el 23 de desembre de 1916, la situació dels destructors a l'Adriàtica meridional va resultar crítica. Itàlia només comptava amb set unitats, a les que es van agregar el destructor Simone Schiaffino i un destructor francès. Per a enfortir el desplegament van ser enviats a Bríndisi els tres exploradors Carlo Alberto Racchia, Carlo Mirabello i Aquila, unitats de gran velocitat i potència. Fins i tot en aquesta part de l'Adriàtica l'activitat naval va ser molt limitada i només van ser intenses les accions de patrulla, vigilància en el bloqueig d'Òtranto i de la protecció dels «drifters». També hi va haver nombroses accions d'escortar de combois de transport de tropes cap a Albània i, a partir del març, a Macedònia.
A l'Adriàtica central, la base aèria de Varano va continuar creixent, oferint operacions de vigilància cada cop més freqüents de les illes Tremiti i de la costa italiana, en coordinació amb els hidroavions estacionats a Bríndisi i Vlorë que efectuaven missions d'exploració i de caça de submarins, i que de vegades els portava davant la costa dàlmata i bombardejaven les bases de Durrës i Ulcinj. Aquestes operacions també estaven influenciades per les inclemències del temps.

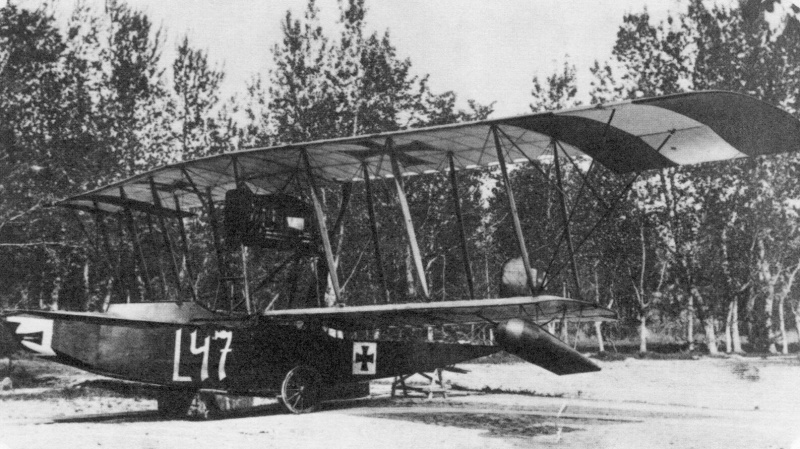
L'hidroavió austrohongarès Lohner L

L'únic enfrontament entre les dues flotes es va produir en la nit entre del 14 i 15 de maig, quan dues formacions austrohongareses, una que tornava d'atacar a un transport que anava cap Albània i l'altra que tornava d'atacar la barrera d'Òtranto, van ser interceptades per unitats aliades. La formació que tornava d'atacar el transport va ser interceptada i perseguida per les forces italianes fins gairebé prop de la costa, mentre que el segon grup austrohongarès va ser interceptat per unitats de patrulla aliades. Aquesta formació es dirigia cap a Kotor i durant la maniobra va ser interceptat per les naus enemigues que havien decidit no participar en la persecució de l'altra formació: el duel va durar diverses hores i van lluitar setze vaixells, tres submarins i dotze avions austrohongaresos contra vint vaixells, dos submarins i tretze avions aliats, però no es va produir cap enfonsament.
Després del 15 de maig, la barrera d'Òtranto va patir atacs ocasionals dels submarins, i les accions aèrees italianes es van concentrar sobre Durrës en resposta als bombardejos austrohongaresos contra Brindisi i Vlorë.
Al 9 de juny van començar les operacions italianes per al transport de dos batallons d'infanteria a Albània per a ampliar les possessions italianes i garantir una sortida per al cos expedicionari italià a Macedònia; també va estar dirigit per a contrarestar les ambicions franceses per adquirir aquests territoris. Durant la resta de l'any, al sud de l'Adriàtica es van realitzar principalment operacions aèries, mentre que les accions marítimes van continuar sent afectats negativament pel mal temps i per la cautela dels comandants.

### Kobarid
El marc estratègic a l'Adriàtica va canviar dràsticament el 24 d'octubre de 1917, quan l'exèrcit austrohongarès va trencar les línies del front italianes a Kobarid i es va estendre per la plana vèneta, causant una desastrosa retirada dels italians fins al riu Piave. Les operacions al mar van ser fortament afectades per aquest fet; el sud de l'Adriàtica, Vlorë i Sazan van ser reforçats mitjançant l'enviament de vaixells de guerra per a defensar les bases amenaçades per possibles accions terrestres enemigues i escortar els vaixells de vapor que haurien de desallotjar Albània si calgués. En el nord de l'Adriàtica, la Regia Marina va participar immediatament en la cobertura de l'ala dreta de la 3a Armata en retirada i, al mateix temps, va haver d'enfrontar-se a la renovada agressió de la k.u.k.K, que a partir del 28 d'octubre va començar a moure les seves forces de Pula a Trieste; el 30 d'octubre van salpar els vells cuirassats SMS Wien i SMS Budapest, i es va traslladar de Kotor fins a Pula el destructor SMS Triglav i el creuer Aspern.

### La defensa de Venècia i l'enfonsament delSMS Wien

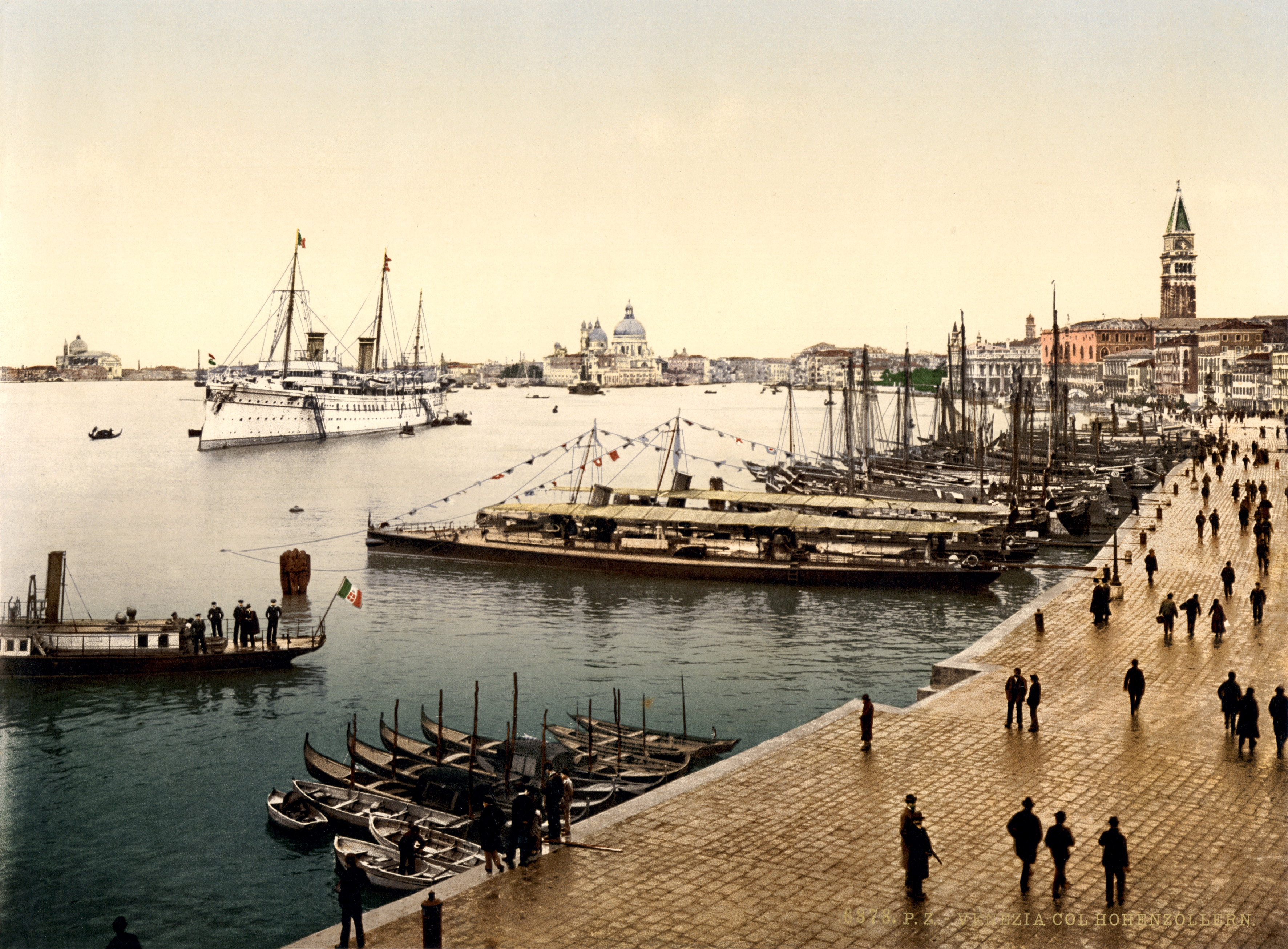
Port de Venècia (1896)

L'almirall Revel va insistir immediatament a considerar indissoluble el binomi Venècia-Adriàtica i va insistir que «sense el control de la primera hauria perdut el domini de la segona. Venècia té tant valor per a l'Armada i per al país […] que el seu abandonament seria un desastre major».
A partir del 7 de novembre, es va procedir a l'evacuació dels civils de Venècia, on van romandre prop de 60.000 persones, la majoria treballadors de l'Arsenal de Venècia, funcionaris i comerciants; després es va enviar tota l'artilleria i municions disponibles a defensar la ciutat, a més del cuirassat obsolet Sardegna, dotat amb canons pesats de 343 mm. Mentrestant, es van utilitzar les unitats navals del nord de l'Adriàtica per a donar foc de suport a les forces terra que participaven en la consolidació de la línia col·locada en el riu Piave; el 24 de desembre es va establir oficialment el Reggimento San Marco amb les tasques de defensa i vigilància al llarg del front de la desembocadura del riu.
El 18 de novembre, als destructors italians Abba, Ardente, Animoso i Audace se'ls van unir alguns vaixells monitors britànics; el submarins aliats també van fer una gran contribució en la defensa creant zones d'emboscades al voltant dels ports de Venècia, Porto Corsini i Rimini. També es van establir zones d'emboscades al sud de Cortellazzo, al llarg de la costa enemiga de Šibenik, contra els submarins enemics que viatjaven a Pula. Els austrohongaresos van aconseguir diverses accions de bombardeig aeri sobre Rímini, Ravenna, Senigallia i moltes altres ciutats de la costa, realitzant també algunes accions navals que els italians van respondre concretament. Entre el novembre i el desembre, les unitats austrohongareses van fer algunes aparicions però sense atacar les posicions terrestres i lentament es va normalitzar la situació, per la qual cosa l'Estat Major de la Regia Marina va reconsiderider la represa de les operacions ofensives per a forçar el port de Trieste.
Un reconeixement aeri fet al 8 de desembre al port de Trieste va descobrir la presència dels cuirassats SMS Wien i SMS Budapest. En el mateix dia es va ordenar a Luigi Rizzo, el comandant del MAS 9, i a Andrea Ferrarini, comandant de MAS 13, d'entrar al port i atacar els dos vaixells. Poc abans de la mitjanit, els dos MAS va arribar a la part nord de la gran barrera de Muggia i van tallar els cables d'acer dels tres obstacles que protegien el port. Es van introduir al port de Trieste, es van repartir els objectius i a les 2:32 h van llançar simultàniament els torpedes: el MAS 9 van enfonsar al SMS Wien però el MAS 13 només va poder danyar al SMS Budapest.
El 18 de desembre, els austrohongaresos van respondre amb una acció combinada de bombardeig naval i de desembarcament de tropes a Casa Rossa i Casa Gerardo en Grado; l'averiat SMS Budapest, el predreadnought SMS Árpád, el creuer Admiral Spaun, set destructors, dotze torpediners i nou dragaminas van obrir una bretxa en les zones minades i van recolzar a les tropes de terra que van intentar avançar cap a Cortellazzo. Després de dos dies de combats l'acció es va aturar a causa del mal temps i els vaixells va tornar a Trieste.
El 22 de desembre, el rei Víctor Manuel III d'Itàlia va concedir la bandera de combat i la medalla d'or al valor militar a la flotilla MAS del nord de l'Adriàtica. L'acció que va dur a l'enfonsament del SMS Wien va ser fonamental per a la moral d'Itàlia en un moment especialment difícil i, al mateix temps, va representar la pèrdua més greu de la k.u.k.K des de la guerra, inculcant al comandament austrohongarès els primers signes d'impaciència amb l'almirall Njegovan.

## 1918: L'ùltim any de la guerra
El 1918 va començar desfavorablement per la k.u.k.K amb repercussions per la pèrdua del SMS Wien, el descontentament general contra el treball d'almirall Maximilian Njegovan (considerat passiu i amorf) i l'empitjorament de la situació econòmica de l'imperi austrohongarès, causat per problemes dins de l'armada i accentuats per l'agitació política interna, sentint-se cada vegada més una forta oposició a la guerra i agreujada pel caràcter multiètnic de les tripulacions que provenien de tot arreu de l'imperi; tenien davant els seus ulls la revolució russa, clars signes d'enfonsament de la monarquia i s'havien enfortit els sentiments separatistes a causa de la durada de la guerra. Els treballadors de les drassanes alemanyes a Pula es van declarar en vaga i això va desaccelerar de manera decisiva la reparació de submarins. A l'1 de febrer de 1918, a bord d'un vaixell austrohongarès a Kotor, van néixer diversos incidents de motí, pels quals els mariners exigien la fi de la guerra, la desmobilització, la democratització del règim imperial i millors condicions de vida a bord; la revolta va durar tres dies, però la història va tenir un gran ressò en els comandaments i en la població. Al 28 de febrer, Njegovan va baixar la seva insígnia del pal de la bandera del cuirassat modern SMS Viribus Unitis i deu dies més tard l'emperador Carles I va promoure al capità de navili Miklós Horthy al grau de contraalmirall i el va col·locar al capdavant de la flota.

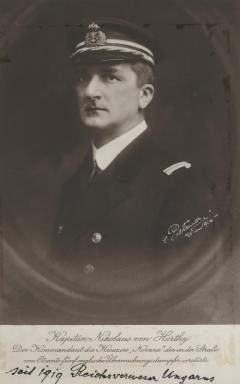
Contraalmirall Miklós Horthy (1916)

Horthy va introduir diversos canvis, el primer dels quals va ser el desarmament de moltes unitats antigues, inclòs els creuers cuirassats SMS Sankt Georg i el SMS Kaiser Karl VI, els obsolets predreadnought SMS Budapest i SMS Monarch, i els creuers SMS Aspern i SMS Szigetvar: les tripulacions d'aquestes unitats es van reunir i transferir en les operacions mercants en la mar Negra; va destinar a la classe Erzherzog Karl a la defensa local de Kotor.
En l'Adriàtica, va continuar la guerra naval en la qual els italians havien guanyat un clar avantatge gràcies a l'efectivitat dels MAS; en la nit entre el 10 i 11 de febrer es van convertir en protagonistes de l'acció en Bakar que, encara que no va tenir èxit, va passar a la història per la participació de Gabriele d'Annunzio. Els austrohongaresos van respondre amb el desembarcament d'un grup de sabotejadors a Ancona, en un intent de capturar un MAS i enfonsar alguns submarins presents allà; en aquest cas l'acció va fracassar, però va alertar als comandaments italians que estaven preocupats de pensar que els assaltants havien estat molt a prop del seu objectiu.
Horthy era perfectament conscient dels perills als quals estava exposada la base de Pula i especialment els cuirassats que, tenint en compte les dificultats econòmiques de l'imperi, serien impossible de reemplaçar o reparar. L'almirall va reforçar les defenses del port de Pula, frustrant entre l'abril i maig diversos atacs dels MAS i dels nous barchini saltatori de l'armada italiana.
Al mateix temps, Horthy va resultar ser molt actiu i en la nit entre el 22 i 23 d'abril va intentar una sortida fins al canal d'Òtranto amb els destructors SMS Triglav (II), SMS Uzsok, SMS Dukla, SMS Lika (II) i SMS Csepel. Però a 15 milles a l'oest de Vlorë, la flota austrohongaresa va ser interceptada per cinc destructors britànics (incloent l'australià HMAS Torrens D67 i el francès Cimeterre); a la batalla es va afegir el destructor HMS Hornet que va provocar grans danys i els vaixells austrohongaresos van haver de retirar-se.
A la nit entre el 8 i 9 de maig, els austrohongaresos van intentar una altra incursió contra el ferrocarril de la costa nord de Pescara, però el pla va ser descobert i va ser cancel·lat. Va ser preocupant des del punt de vista austrohongarès l'aparició de falles mecàniques a bord dels dos destructors de l'escorta d'aquesta incursió, el SMS Turul i el SMS Reka: la tripulació del Turul estava formada per personal alemany, mentre que en Reka era hongaresa i txeca. Aquest fet va ser considerat suficient per a desencadenar una investigació i esbrinar si hi havia hagut actes de sabotatge a Reka.
L'11 de juny, el comandant de submarins alemanys a Kotor, el capità de corbeta Ackermann, va presentar un estudi pessimista sobre la situació al sud de l'Adriàtica: els britànics havien augmentat significativament les accions antisubmarines i els atacs a la mateixa base de Kotor amb incursions aèries. L'aviació austrohongaresa havia estat pràcticament anul·lada pels atacs continus d'avions britànics a la base aèria de Kotor. Donada la situació, Ackermann no excloïa la possibilitat que els alemanys haurien d'abandonar la base.
La derrota italiana a Kobarid havia causat molts trastorns dins de l'alt comandament. Es va fer una moció de censura contra el govern Boselli i al 30 d'octubre de 1917 va ser substituït per un govern presidit per Vittorio Emanuele Orlando; al 9 de novembre, després de molta persuasió pel nou primer ministre, Luigi Cadorna va deixar el comandament de l'exèrcit en mans del general Armando Diaz. En el front marítim, al març de 1918, Revel va reemplaçar provisionalment el comandant de la flota l'almirall Cerri pel vicealmirall Lorenzo Cusani, qui també va assumir el comandament de l'Adriàtic meridional.
L'arribada d'Horthy va ajudar a difondre rumors d'un imminent atac naval, paral·lel a una ofensiva terrestre austrohongaresa, contra de les bases de Venècia i Bríndisi realitzat des de vaixells de guerra, submarins i minadors, mentre que les unitats lleugeres atacarien Tàrant. Revel va traslladar tres dels quatre cuirassats de la classe Regina Elena de Bríndisi a Tàrant  confiant que els austrohongaresos no atacarien un port naval sense objectius importants i que, per tant, la ciutat es salvaria.
El 26 i 27 d'abril es va celebrar a París el Tercer Consell Naval Aliat, durant el qual els aliats van demanar a Itàlia que desplacés quatre cuirassats a Corfú per a reemplaçar el moviment de tropes franceses d'aquesta illa destinat a evitar la probable captura de la flota russa de la mar Negra per part de l'imperi Alemany després de la signatura del tractat de Brest-Litovsk. L'almirall Revel i el govern italià es van oposar fermament a una reubicació dels cuirassats moderns a Corfú; segons Revel «l'enemic estava a les portes de la casa» i actuava en conseqüència, sense exposar-los a riscos innecessaris. Itàlia també es va mantenir ferma en rebutjar el comandament únic aliat a la Mediterrània confiat a l'almirall John Jellicoe, que també tindria poder de decisió a l'Adriàtica. Després de mesos de negociacions, els anglesos i els francesos van ser incapaços de convèncer a Revel i al Govern italià, que van decidir que enviarien reforços a l'Egeu i als Dardanels només en el cas d'haver d'enfrontar-se contra els alemanys.

### L'atac a Premuda
Entre març i abril de 1918, la barrera del canal d'Òtranto va ser atacada dinou vegades i en quatre d'aquestes ocasions va estar present l'almirall Horthy com a comandant del creuer lleuger SMS Novara.

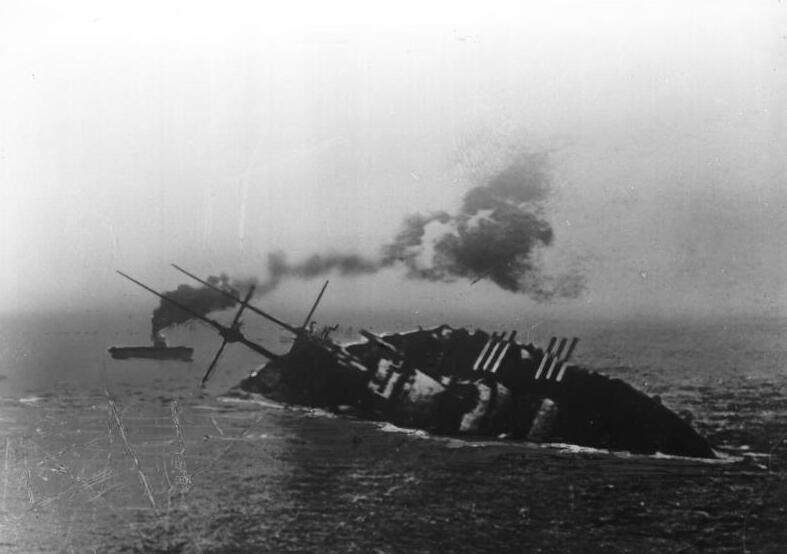
El cuirassat SMS Szent István s'enfonsa davant les costes de Premuda, colpejat pels torpedes del MAS del capità de corbeta Luigi Rizzo

En la matinada de l'11 de juny, els creuers lleugers SMS Novara i SMS Helgoland, escortats per quatre destructors del la classe Tatra, es van dirigir cap a la línia Fano-Santa Maria di Leuca mentre que els creuers lleugers SMS Admiral Spaun i SMS Saida, amb quatre torpediners, havien de bombardejar la base d'Òtranto. Com la missió del 15 de maig de 1917, també es va usar quatre dreadnought de Pula i tres vaixells de classe Erzherzog Karl de Kotor, escortats per destructors i torpediners que formarien set grups de suport que estarien situats al davant de la costa de Vlorë. Horthy va pensar que els italians reaccionarien com el 15 de maig, enviant creuers lleugers i cuirassats del canal d'Òtranto i de Bríndisi a la recerca de la força atacant avançada; en aquest punt, la força atacant fingiria una retirada cap a Vlorë, on la flota italiana es trobaria al davant dels cuirassats austrohongaresos amb el suport d'un gran desplegament de submarins i avions.
Els dos cuirassats SMS Viribus Unitis i SMS Prinz Eugen van arribar a les seves posicions a la matinada del 10 de juny, a mig camí entre Bríndisi i Vlorë. Els dos grups principals, amb els cuirassats SMS Szent István i SMS Tegetthoff, es van dirigir a les seves posicions assignades a la tarda del 9 de juny.
A les 3:30 h del 10 de juny de 1918, a prop de l'illa de Premuda, el SMS Szent István i el SMS Tegetthoff van ser atacats per dos MAS italians: el primer vaixell va ser colpejat per dos torpedes llançats pel MAS 15 del capità de corbeta Rizzo, mentre que els dos torpedes del MAS 21 dirigits al SMS Tegetthoff es van perdre. El SMS Szent István, greument danyat, es va posar de costat i es va enfonsar al voltant de les 06:00 h, gairebé tres hores després de l'atac. L'almirall Horthy, a bord del SMS Viribus Unitis, li va afectar la pèrdua i va suspendre la missió ordenant la retirada. L'acció de Rizzo va tenir un fort efecte psicològic i va confirmar la creença que el bloqueig del canal d'Òtranto havia de ser molt decisiva si els austrohongaresos s'havien decidit arriscar tant per atacar.

### Vittorio Veneto, Pula i la victòria italiana
Els exèrcits terrestres italians van aconseguir bloquejar l'avanç enemic a Piave. El 15 de juny de 1918 van haver d'enfrontar-se a un nou atac austrohongarès que va ser rebutjat després d'intensos combats. Exhaurida l'espenta enemiga, el General Armando Diaz va elaborar un pla d'atac massiu en un únic punt en un intent de trencar les defenses i tallar els enllaços amb la rereguarda: l'elecció va recaure a la ciutat de Vittorio Veneto i l'ofensiva va començar el 23 d'octubre amb èxit.
A Àustria-Hongria havia un fort malestar social i la crisi de l'imperi es va notar en el front: les tropes es van començar a dividir segons la seva ètnia i nacionalitat, negant-se a complir les ordres de l'alt comandament. En la nit del 29 d'octubre, el general Svetozar Borojević von Bojna, comandant en cap del front dels Alps i del Carso, va donar l'ordre de retirar totes les seves forces; després va començar una persecució implacable per part de les forces italians i els austrohongaresos van començar a enfonsar-se, deixant a milers de presoners en mans de l'enemic.
Al 14 de setembre de 1918, les forces aliades del front macedoni van llançar una ofensiva massiva contra les posicions enemigues a la regió, provocant un col·lapse; a finals de setembre, Bulgària es va veure obligada a demanar l'armistici i les forces aliades van començar la seva marxa cap a Àustria-Hongria. El comandant de les forces aliades desplegades en els Balcans, Francès Louis Franchet d'Esperey, va demanar a la marina francesa a prendre mesures per bloquejar el port de Durrës, una ruta de subministrament important per a les forces austrohongareses: el Govern francès el permís sol·licitat per l'atac a la italiana, que es va assegurar que l'acció corresponent es va dur a terme sota el seu comandament.

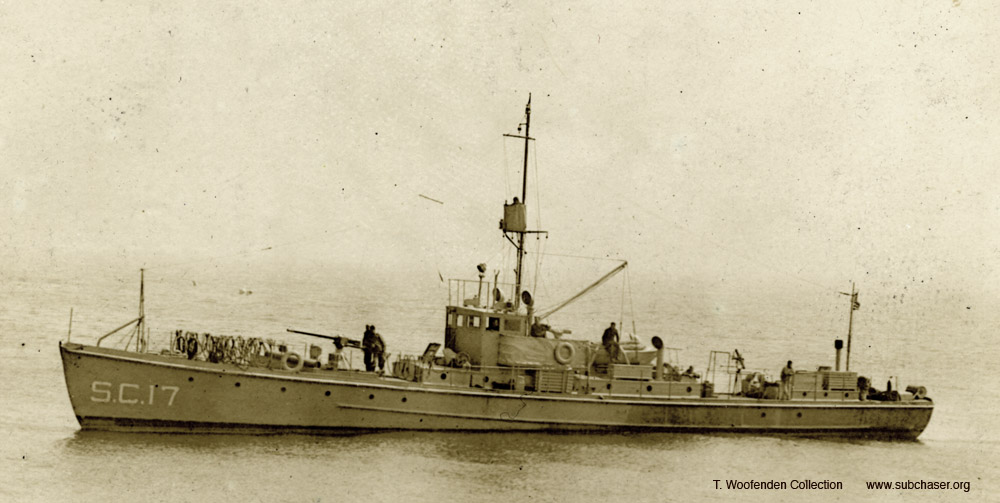
Un caçasubmarins de l'US Navy (submarine chaser), una de les unitats antisubmarines estatunidenques enviades a la Mediterrània i a l'Adriàtica

Al 26 de setembre, Revel va donar el seu consentiment per a realitzar l'operació i la va confiar a l'almirall Osvaldo Paladini, que va enviar una flota impressionant de naus aliades directament cap a Durrës i dividida en dos grups: un per a bombardejar el port i el segon per a atacar els vaixells enemics que es mourien al voltant del port. El bombardeig naval de Durrës va començar al voltant de les 12:00 h i a les 12:42 h es van afegir al bombardeig tres creuers lleugers britànics. Poc després d'iniciar l'atac, el HMS Weymouth va ser colpejat per un torpede del submarí austrohongarès U 31, que va tractar d'allunyar-se en immersió junt amb el U 29; els dos submarins van ser atacats amb moltes càrregues de profunditat per un grup de caçasubmarins estatunidencs, però no obstant això van poder escapar molt danyats. El bombardeig del port es va aturar a les 12:55 h i les unitats aliades van a començar el retorn a les seves bases. Les instal·lacions portuàries i militars de Durrës van patir grans danys i va ser fort l'impacte en la moral dels habitants de la ciutat; pel que fa als vaixells ancorats al port, el vaixell de vapor Stambul es va enfonsar i el Graz i l'Hercegovina van ser danyats greument.
Els últims vaixells austrohongaresos van abandonar Durrës el 10 d'octubre i la ciutat va ser ocupada pels italians el 16 d'octubre. El 28 d'octubre, Àustria-Hongria va demanar l'armistici als aliats.
El 30 d'octubre, el port de Rijeka, que dos dies abans havia estat part de l'autoproclamat Estat dels Eslovens, Croats i Serbis, va proclamar la seva independència demanant a unir-se Itàlia. En aquest mateix dia, l'emperador Carles I va lliurar la k.u.k.K als eslaus meridionals i la flotilla del Danubi a Hongria; mentrestant, una delegació d'Àustria va arribar a Itàlia per l'armistici de Vila Giusti, prop de Pàdua.
El 31 d'octubre de 1918, l'almirall Horthy va ser l'encarregat de lliurar als representants del Consell Nacional dels eslovens, croats i serbis de la flota de guerra ancorada a Pula. També va enviar una ordre en nom de Carles I als comandants militars de Pula, Kotor, Trieste, Rijeka i Šibenik perquè deixessin llibertat als mariners que no fossin de nacionalitat eslava meridional per a tornar amb les seves famílies amb l'atorgament d'una llicència il·limitada.

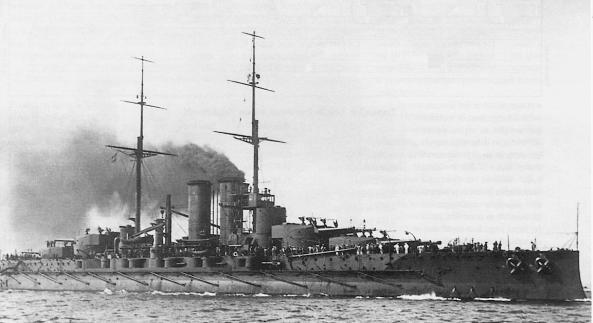
Cuirassat SMS Viribus Unitis

Aquests esdeveniments encara no eren coneguts pels mariners italians, i en la nit del 31 d'octubre, el capità de corbeta del Corpo del genio navale Raffaele Rossetti junt amb l'oficial metge Raffaele Paolucci, a bord d'un vehicle particular anomenat «mignatta» (sangonera) dissenyat també per Rossetti, van partir en una missió al port de Pula on hi havia alguns vaixells de guerra austrohongaresos. A les 5:30 h, Rossetti va aconseguir col·locar 200 lliures d'explosius a la carena del SMS Viribus Unitis preparats perquè explotessin una hora més tard. No obstant això, els dos sabotejadors van ser descoberts i fets presoners. Van ser portats a bord de la nau, on es van assabentar que l'alt comandament havia entregat la flota imperial de Pula als iugoslaus i que en el cuirassat ja no onejava la bandera austrohongaresa. A les 6:00 h, els italians van advertir al comandant, el capità Janko Vuković de Podkapelski, que el SMS Viribus Unitis que podria explotar en qualsevol moment; el capità va ordenar immediatament l'evacuació del vaixell i transferir als presoners a bord del SMS Tegetthoff. Com que l'explosió estava prevista a les 6:30 h, la tripulació va tornar gradualment a bord sense fer cas a l'advertència dels dos italians; a les 06:44 h va exclatar la càrrega d'explosius i el cuirassat, inclinant-se per un costat, va començar a enfonsar-se ràpidament. L'acció va acabar amb més de 300 morts i desapareguts, entre ells el comandant Vuković.
Al 3 de novembre, es va signar en Vila Giusti l'armistici entre Itàlia i Àustria-Hongria, que entraria en vigor l'endemà al matí. Al mateix dia, l'armada italiana va procedir a ocupar amb una sèrie d'operacions amfíbies Trieste, Ulcinj, Palagruža i Poreč; el 4 de novembre va ocupar Bar, Vis, Opatija, Monfalcone, Mali Lošinj, Lastovo, Korčula, Zadar, Mljet i Rovinj; el 5 de novembre la infanteria va desembarcar a Pula, Umag i a Šibenik.
En la Conferència de Saint-Germain-en-Laye es va decidir l'assignació a Itàlia de la majoria dels vaixells de superfície de la k.u.k.K: els predreadnought i monocalibres SMS Teghettoff, SMS Zrinyi, SMS Radetsky i SMS Erzherzog Franz Ferdinand; els creuers lleugers Saida i Admiral Spaun, i vuit destructors de la classe Tatra. Els vaixells es van concentrar a Pula i d'allí van salpar cap a Venècia el 24 de març de 1919, en una cerimònia a la qual van assistir el rei: el rei va embarcar en el destructor Audace i va anar a trobar-se amb el comboi, per a entrar després a la llacuna de Venècia al capdavant de la flota.

## Conseqüències
Entre les diverses conclusions i experiències de les múltiples operacions en la mar Adriàtica, de manera similar al que va passar al teatre de la Mediterrània, va destacar de manera decisiva l'eficàcia dels submarins, encara que l'alt comandament es va mantenir fidel a la configuració que donava un paper principal als cuirassats.

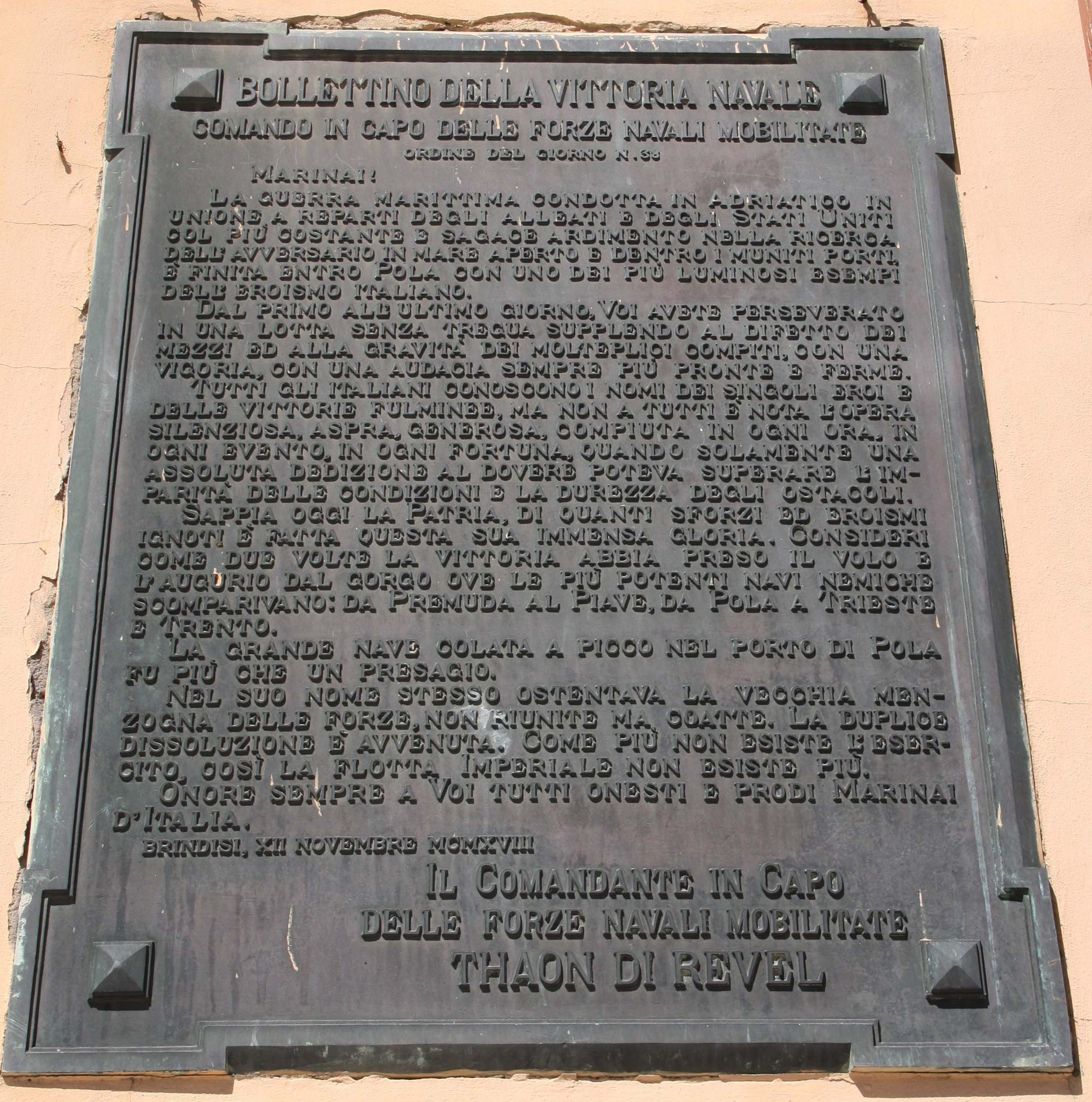
Butlletí de la Victòria Naval. Placa de bronze en el Palazzo del Comune de Liorna

Amb el temor que podia haver un atac sobtat i decisiu de les grans unitats enemigues, tots els comandants de les tres grans armades que operaven a l'Adriàtica van utilitzar el concepte de «flota de dissuasió» i van mantenir els seus vaixells de guerra en ports molt defensats, als que a l'enemic li hauria estat impossible d'apropar-se sense el suport adequat; per acostar-se a aquests ports hauria fet falta grans vaixells de guerra, víctimes fàcils de mines i torpedes, que s'haurien ficat en un perill imprudent, especialment en les aigües de l'Adriàtica. La k.u.k.K va ser un exemple clàssic de «flota de dissuasió»: l'artilleria pesant de la flota de combat de Pula provocava por i feia entendre que l'enemic no podia operar amb impunitat, però els seus comandants eren molt conscients que la seva flota no podia competir amb la potència marítima d'Itàlia i de França. D'altra banda els seus cuirassats moderns eren una inversió àmpliament recuperada pel fet que, amb pocs, van obligar a la inacció dels molt més nombrosos vaixells de guerra italians i francesos. Els italians van tenir una perspectiva més limitada. Tenien les costes d'Àustria-Hongria a poques hores de navegació i sabien el perillós que eren els submarins i les mines en les zones relativament estretes de l'Adriàtica; estaven decidits a mantenir les seves unitats valuoses en llocs segurs fins a l'últim moment, reservant-les només per a una possible batalla decisiva. Aquest va ser un enfocament lògic, ja que durant el conflicte van ser enfonsats molts vaixells francesos i britànics.
Al llarg del conflicte, els grans vaixells es van confrontar des dels costats oposats (els italians des de Tàrent, els francesos des de Corfú i els austrohongaresos des de Pula) i es van mantenir entre si en escac, però representaven la seva veritable força darrere dels creuers i vaixells lleugers; van ser factors en l'equació complexa que juntament amb els submarins i els camps de mines va determinar la quantitat de cada categoria de vaixells raonablement que podria exposar-se al perill.
Els vaixells de guerra austrohongaresos estaven gairebé sempre al port, de manera que els majors vaixells de guerra italians (Conte di Cavour, Giulio Cesare, Caio Duilio i Andrea Doria) van acumular poques hores de moviment, gairebé totes en exercicis: 
- el Conte di Cavour va fer 966 hores d'exercicis i només el 40 hores en tres actes de guerra sense sang.
- el Giulio Cesare va ser utilitzat durant tota la guerra només 31 hores en missions de combat a la recerca de l'acció de l'enemic i 387 hores en activitats d'entrenament, sense ser utilitzat en combat.
- el Caio Duilio va realitzar 268 hores de moviment en les quatre missions de guerra i va dur a terme 512 hores de moviment per als exercicis.
- l'Andrea Doria al final de la guerra només havia fet 70 hores de moviment per a les missions i 311 hores per als exercicis.

El mateix es pot dir dels grans vaixells austrohongaresos, ja que l'almirall Horthy, una vegada que va prendre la iniciativa i de ser conscient de la impossibilitat de compensar les pèrdues o reparar els danys, va desmobilitzar els predreadnought i gairebé sempre enviava vaixells petits, però la manca d'acció va ser una de les principals causes que va causar la reducció de la moral entre les tripulacions i sobretot la pèrdua d'eficiència. Una màquina de guerra complexa com un dreadnought, o tota una flota d'aquest tipus d'unitat, havia de romandre lluitant i probablement el 1918 va fer dubtar de l'eficàcia real dels grans vaixells italians, francesos i austrohongaresos. A diferència dels vaixells britànics, les tres armades principals de la mediterrània es van ressentir llavors de les dificultats de subministrament de carbó i va d'haver de limitar el seu consum.
Al final de les hostilitats, les restes de la k.u.k.K va ser dividida entre els guanyadors; moltes de les seves principals unitats van ser destruïdes: 
- el SMS Prinz Eugen va anar a França, on va acabar els seus dies com a buc objectiu d'artilleria de gran calibre.[121]
- el SMS Tegetthoff va ser desmantellat a Itàlia a La Spezia el 1925 i les seves armes van ser reutilitzades en les bateries costaneres.
- el SMS Zrinyi se'l va quedar els Estats Units, però va ser desmantellat a Itàlia.

Els creuers i els destructors van continuar el seu servei en altres armades, sobretot a Itàlia i a França, com els set destructors supervivents de la classe Tatra que es van incorporar a la Regia Marina amb la nova designació de classe Fasana.